# Ясногорск (Тульская область)
Ясного́рск (до 1965 года — Ла́птево) — город в Тульской области России. Административный центр Ясногорского района. Образует городское поселение город Ясногорск.
Население — 15 269 чел. (2021). Площадь — 11,75 км² (1 175 га).
Город вырос из старинного села Лаптево, впервые упоминавшегося в 1578 году. Его скорому развитию в конце XIX века способствовали строительство Московско-Курской железной дороги и образование завода по изготовлению сельскохозяйственных орудий. В 1938 году преобразован в рабочий посёлок, а с 1958 года имеет статус города. С 1965 года носит современное название.
Расположен в северной части Среднерусской возвышенности на реке Вашана (приток Оки), в 32 км севернее Тулы и в 142 км южнее Москвы.
В черте города находится железнодорожная станция Ясногорск на линии Москва — Тула. Действуют предприятия машиностроительного, металлообрабатывающего комплекса и пищевой промышленности.

## Этимология
Происхождение топонима Лаптево
Существует две версии о происхождении названия Лаптево. По одной из них, это чисто антропонимическое образование от фамилии приказчика Лаптева, фамилия которого произошла от древнерусского нехристианского имени Лапоть. В начале XVIII века тульский металлозаводчик Никита Демидов имел на месте нынешнего города свою контору, где его помощник принимал и оплачивал изделия, изготовленные из демидовского металла.
Менее правдоподобен другой рассказ о том, что местные ремесленники и крестьяне преподнесли императрице Екатерине II искусно выполненный подарок — серебряный лапоть. Изящно сработанный русскими умельцами, лапоть якобы очень понравился императрице, и она повелела назвать местность, откуда получила подарок, Лаптево.
Хотя эти рассказы не подтверждаются историческими документами, но сам факт упоминания в них ремесленников, сельских кустарей имеет историческую основу. Кустарные промыслы в Тульском уезде берут начало ещё в XV веке.
Происхождение топонима Ясногорск

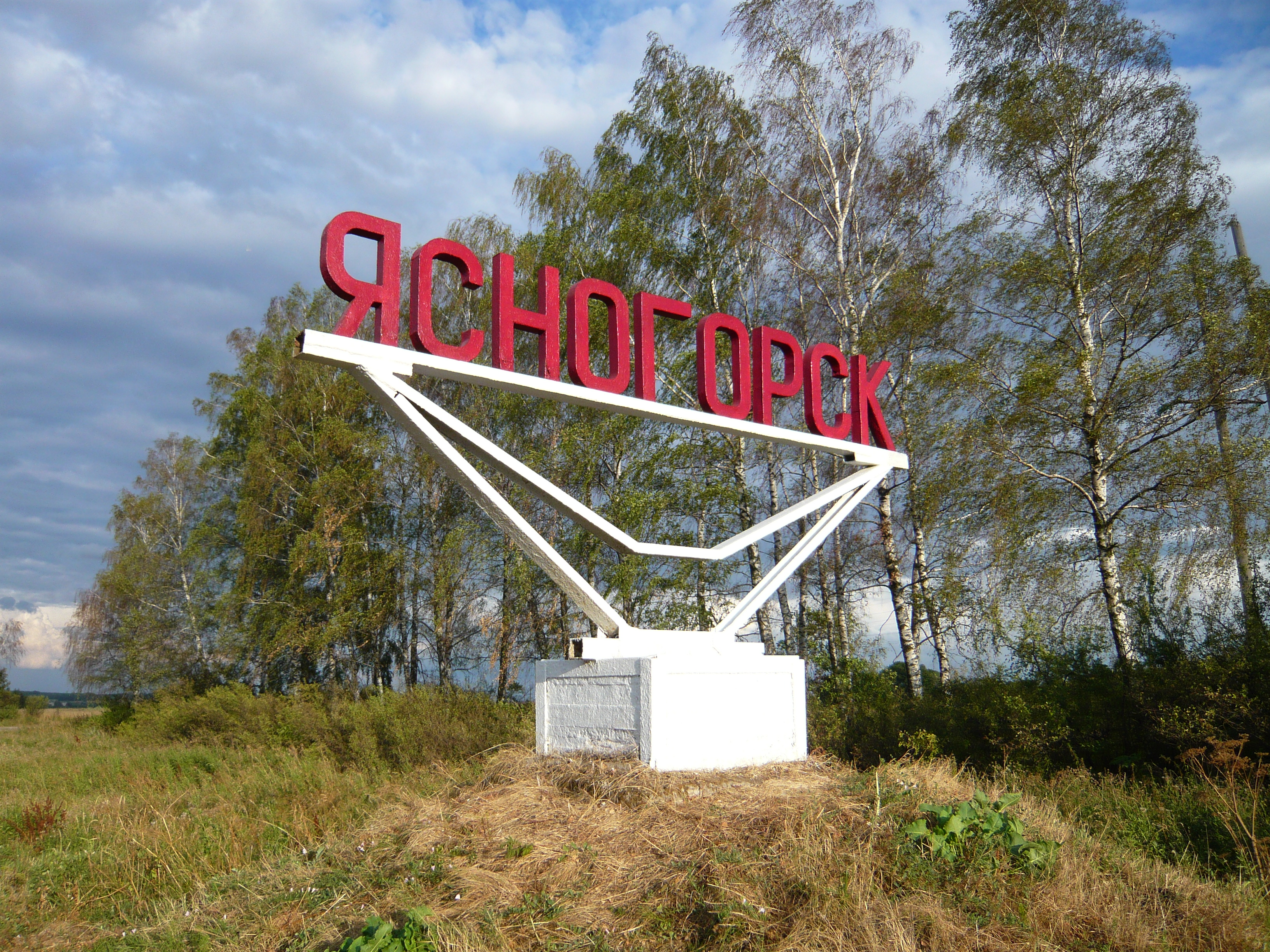
Знак при въезде в город со стороны Симферопольского шоссе

После наделения посёлка Лаптево статусом города в 1958 году был поставлен вопрос о его переименовании. Представители местных органов власти приводили следующие аргументы в пользу переименования: «Город Лаптево и Лаптевский район носят неблагозвучное и устаревшее название», не соответствующее «современному укладу жизни социалистических городов и районов», название «Лаптево» «совершенно не связано с историческим развитием города» и даже «неприятно нашему народу».
Обсуждение нового названия длилось довольно долго. Предлагались такие наименования, как «Знаменск», «Рудневск» (в честь командира крейсера «Варяг» контр-адмирала В. Ф. Руднева), «Вересаев» (в честь писателя В. В. Вересаева), «Светлогорск». И только спустя 7 лет, 6 января 1965 года исполнительным комитетом Тульского областного Совета было принято решение о переименовании города Лаптево в Ясногорск, а Лаптевского района — в Ясногорский район. Указом Президиума Верховного Совета РСФСР 10 августа 1965 года данное решение было утверждено.

## Физико-географическая характеристика
Географическое положение
Ясногорск расположен в северной части Тульской области на реке Вашана, в 32 км севернее Тулы и в 142 км южнее Москвы (122 км от МКАД).
Географические координаты: 54°28′ северной широты и 37°41’ восточной долготы. Высота над уровнем моря — 243 метра.
| С-З | Обнинск ~ 98 км / ~ 145 км / ~ 248 км Таруса ~ 43 км / ~ 84 км / —        | Москва ~ 142 км / ~ 177 км / ~ 159 км Серпухов ~ 52 км / ~ 83 км / ~ 60 км | Коломна ~ 97 км / ~ 180 км / ~ 276 км Кашира ~ 50 км / ~ 119 км / ~ 220 км      | С-В |
| З   | Алексин ~ 41 км / ~ 49 км / ~ 96 км Калуга ~ 92 км / ~ 154 км / ~ 166 км  | Роза ветров                                                                | Венёв ~ 39 км / ~ 71 км / ~ 154 км Рязань ~ 133 км / ~ 209 км / ~ 356 км        | В   |
| Ю-З | Орёл ~ 199 км / ~ 239 км / ~ 259 км Брянск ~ 258 км / ~ 372 км / ~ 392 км | Тула ~ 32 км / ~ 49 км / ~ 35 км Курск ~ 321 км / ~ 395 км / ~ 413 км      | Новомосковск ~ 64 км / ~ 96 км / ~ 110 км Липецк ~ 243 км / ~ 343 км / ~ 369 км | Ю-В |

Часовой пояс
Город Ясногорск, как и вся Тульская область, находится в часовой зоне, обозначаемой по международному стандарту как Moscow Time Zone (MSK). Смещение относительно UTC составляет +3:00. Время в Ясногорске соответствует географическому поясному времени.
Климат
Климат умеренно континентальный, характеризуется тёплым, но неустойчивым летом, умеренно суровой и снежной зимой.
Продолжительность вегетационного периода составляет 173—177 дней, периода активной вегетации — 134. Относительная влажность воздуха — 79 %, за холодный период — 85 %, за теплый — 75 %. Абсолютная влажность — 3,0 мбар.
Преобладает ливневый характер осадков, сопровождающийся грозами. Грозы наблюдаются преимущественно в апреле — октябре, до 29 дней. Град — 1,4-1,9 дней, преимущественно в апреле-сентябре. Снежный покров устанавливается в ноябре, сходит в апреле. Число дней со снежным покровом — 144—147. Средняя декадная высота снежного покрова — около 40 см. Среднегодовое количество дней с метелями — 25, с позёмкой — 7. Зимой часто наблюдаются оттепели, до 55 дней.
Преобладающее направление ветра юго-западное и западное. Средняя годовая скорость ветра — 4 м/с. Наибольшую повторяемость имеют ветры со скоростью 2—5 м/с. Среднее число дней с сильным ветром — 10. Среднее число дней с туманами — 37, за тёплый период — 21, за холодный — 16.
| Показатель                    | Янв.  | Фев.  | Март | Апр. | Май  | Июнь | Июль | Авг. | Сен. | Окт. | Нояб. | Дек. | Год |
| ----------------------------- | ----- | ----- | ---- | ---- | ---- | ---- | ---- | ---- | ---- | ---- | ----- | ---- | --- |
| Средний суточный максимум, °C | −6,1  | −5,2  | 0,3  | 10,3 | 18,3 | 21,7 | 23,6 | 22   | 15,9 | 8,5  | 0,7   | −3,7 | 8,9 |
| Средняя температура, °C       | −9,1  | −8,8  | −3,4 | 5,6  | 12,5 | 16,2 | 18,2 | 16,3 | 10,8 | 4,7  | −1,7  | −6,3 | 4,6 |
| Средний суточный минимум, °C  | −12,1 | −12,4 | −7   | 1,2  | 6,8  | 10,7 | 13   | 11,2 | 6,4  | 1,5  | −4,1  | −9,1 | 0,5 |
| Норма осадков, мм             | 41    | 35    | 33   | 41   | 48   | 77   | 85   | 68   | 62   | 55   | 47    | 47   | 639 |
| Источник: , Погода и климат   |       |       |      |      |      |      |      |      |      |      |       |      |     |

Рельеф

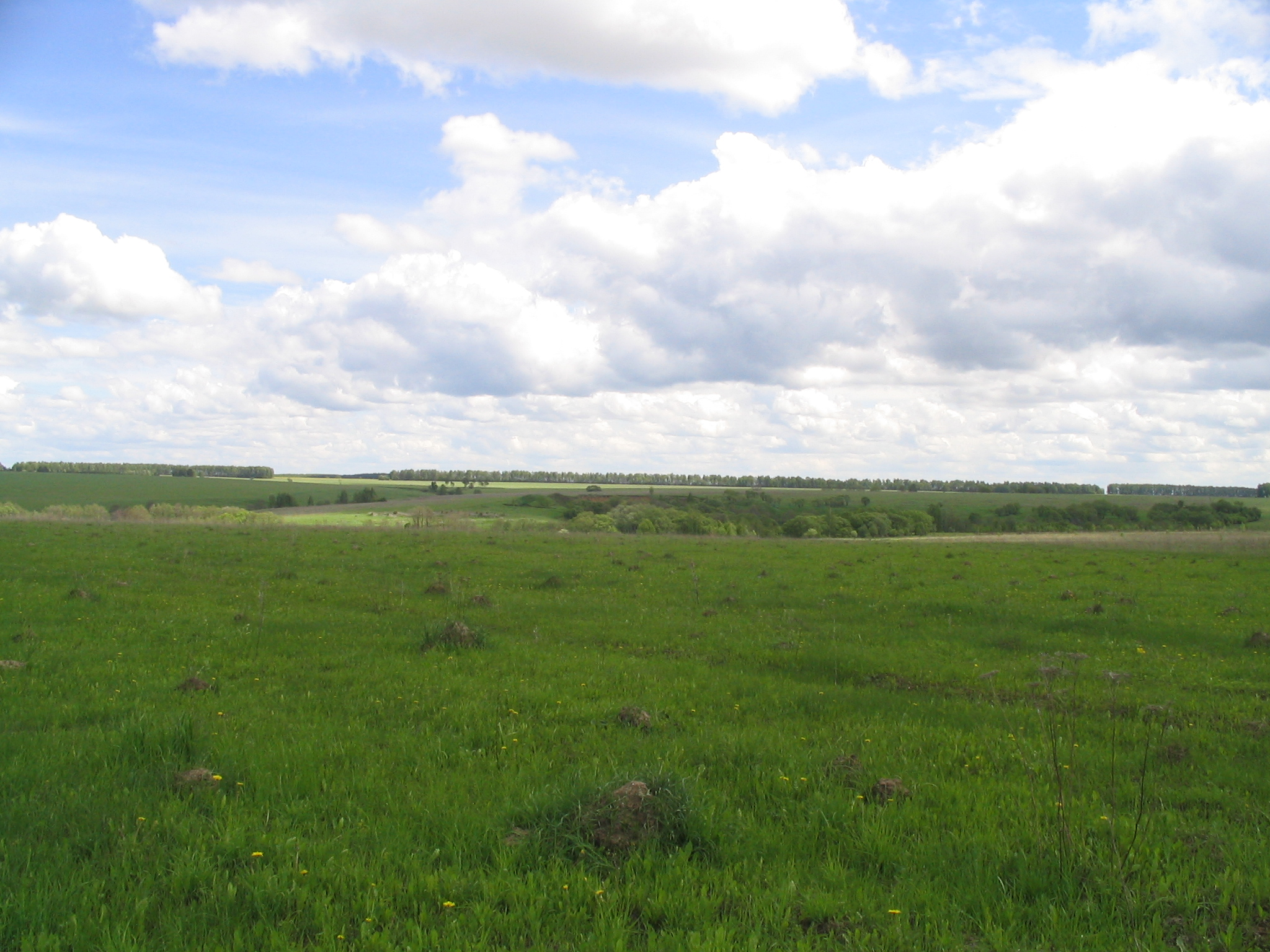
Местность в районе Ясногорска

Город расположен в пределах Среднерусской возвышенности, поверхность которой представляет полого-волнистую аккумулятивную равнину, расчленённую негустой, но хорошо разработанной речной и овражно-балочной сетью. Возвышенность имеет оглаженные, мягкие формы рельефа, глубоко врезанные речные долины и обширные полого-выпуклые и слабо холмистые водоразделы.
Широко распространён балочный рельеф. Балки имеют выпуклые склоны с крутизною, редко превышающей 8—10°. Относительная глубина балок от 5—6 м до 10—15 м.
Овраги характеризуются крутыми незадернованными склонами с резко выраженной бровкой. Величина прироста оврагов достигает 0,5—2,0 м в год. Наиболее распространены донные овраги глубиной 1,0—1,5 м и шириной 3—5 м.
Растительность
Ясногорск находится в лесостепной зоне. С юга, запада и востока город окружают лесные массивы Долгого, Качаловского, Плотского и Рязановского лесов. Основными их компонентами являются: осина, берёза, липа, реже — ясень и дуб, в сырых местах — ольха. Подлесок состоит из орешника, крушины, жимолости, калины обыкновенной. На опушках и обочинах лесных дорог растёт шиповник.
Во времена СССР город был центром заготовки, переработки и экспорта леса — им занято около 20 тысяч гектаров, то есть почти 20 % площади Ясногорского района. Древесина имела хороший спрос как внутри области (реализовывалась в безлесовых районах — в Воловском, Плавском, Куркинском), так и за её пределами (Украина, Брянская область). Часть древесины направлялась в Венгрию и Финляндию.
Склоны долин и балок заняты суходольными лугами. На открытых луговых местах произрастают травы: ежа сборная, тимофеевка, мятлик луговой, клевер луговой, конский щавель, тысячелистник. В травостое встречаются бедренец, клевер горный, василёк шероховатый, астра итальянская, лен жёлтый. На рыхлых почвах развиваются растения с ползучими побегами: хвощ лесной, вейник лесной, полевица белая, мятлик обыкновенный и другие.
Экологическое состояние
Ясногорск — достаточно чистая территория в экологическом плане. Хотя в городе нет предприятий, наносящих вред экологии, антропогенное загрязнение окружающей среды происходит вследствие работы предприятий близлежащих промышленно развитых районов: города Тулы, городского округа Новомосковск, Щёкинского и Алексинского районов.
Радиационная обстановка характеризуется как благоприятная. В результате аварии на Чернобыльской АЭС в 1986 году территория города и района не пострадала, в то время как 56,3 % территории Тульской области подверглось радиационному заражению. Радиационный фон в городе составляет 0.11 микроЗиверт/час (11 микрорентген/час).

## История
В официальных источниках XIX века село Лаптево фигурировало под двойным названием — Лаптево, Ростиславо тож. «Ростиславо» — наиболее древнее название и первоначальное. Название «Лаптево» — позднейшее. Ростиславо упоминается уже в документах XVI века, а именно как Рости́сло. В начале XIX века в записях и бумагах местного происхождения встречается переиначивание этого названия в Ростислав. Это дало повод думать, что здесь некогда был город Ростиславль, принадлежавший удельным рязанским князьям и разрушенный до основания татарами. Возможно, именно этот город упоминается под именем Рославль Польский в датированном концом XIV века летописном «Списке русских городов дальних и ближних» как один из городов Рязанской земли. Такое предположение высказал историк XIX века И. П. Сахаров. Польский означает «находящийся в поле», то есть в степи.
Когда и при каких обстоятельствах возникло село Ростиславо-Лаптево — неизвестно. Церковная летопись хранит предание, что здесь были монастырь и храм во имя св. Николая Чудотворца. Первое упоминание о селе Ростиславе-Лаптеве относится к 1578—1579 гг. и содержится в писцовых книгах Русского государства по Каширскому уезду.
В состав Тульского уезда село вошло в конце XVIII столетия (при образовании Тульской губернии в 1796 году).

### XIX век
Своим развитием в конце XIX века будущий город Ясногорск обязан Московско-Курской железной дороге, строительство которой началось в 1866 году. В 1867 году была образована станция Лаптево. До этого основное поселение находилось в одном километре от существующего ныне города. Первым поселенцем пристанционного посёлка стал Павел Лаврентьевич Жестерев, который в 1875 году поставил свой сруб вблизи станции. После 1867 года вокруг железнодорожной станции вырос посёлок, который в дальнейшем, по мере своего роста, был преобразован в город. В 1882 году, отцом В. В. Вересаева, рядом со станцией было куплено имение Владычня.
В 1892 году открыта почтово-телеграфная контора, которая обслуживала население Лаптевской, Архангельской, Машковской и Денисовской волостей, численностью 5 тыс. человек. В 1895 году при станции окружным врачом Н. К. Шистовским была открыта лечебница Императорского Московского воспитательного дома, во главе которого стоял врач Михаил Константинович Плясов.
Благодаря появлению железной дороги частный предприниматель Ипполит Алексеевич Головин осенью 1895 года перевёл своё заведение по изготовлению плугов из деревни Пещерово в деревню Владычино близ железнодорожной станции Лаптево. В это время на заводе, выпускающем в год 600 плугов, работали всего 25 человек. Таким образом, трудовая биография Лаптевского предприятия начинается с 1895 года.
Станция Лаптево являлась крупным пунктом по отгрузке зерна и леса. В некоторые годы она немногим уступала Туле в обороте хлебных грузов. Так, например, в течение 1893 года из Лаптево было отправлено 215 285 пудов хлеба, а из Тулы — 300 731 пуд.

### 1900—1941 годы
Перед Первой мировой войной в пристанционном посёлке насчитывалось около 20 домов, названий улиц не было. В 1908 году при содействии И. А. Головина была построена кирпичная школа для детей крестьян и рабочих завода. А в октябре 1918 года одной из первых в Тульском уезде была открыта Лаптевская школа второй ступени.

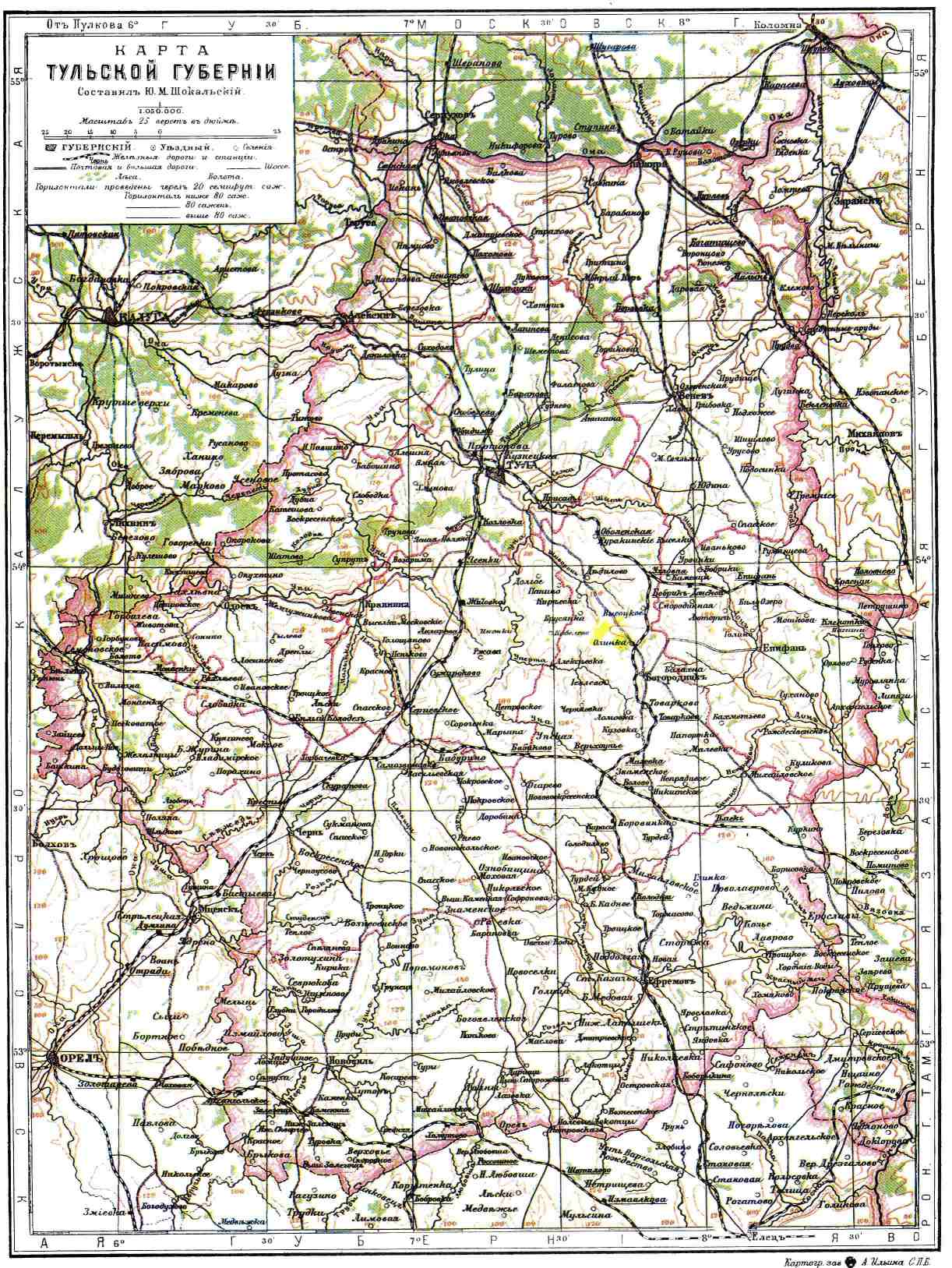
Карта Тульской губернии

В начале 1924 года происходит районирование в Тульской губернии. Лаптево становится административным центром образованного Лаптевского района, в который вошли Лаптевская, Денисовская, Машковская и Архангельская волости. В районе насчитывалось 16 сельсоветов, 103 населённых пункта, проживали 27 тыс. человек. В 1920-е годы в посёлке открыты районный и заводской клубы. В 1925 году дан электрический ток на железнодорожную станцию, заложены первые линии водопроводной сети.
Указом Президиума Верховного Совета РСФСР от 11 сентября 1938 года село Лаптево было отнесено к категории рабочих посёлков с сохранением прежнего наименования и с включением в его черту станционного посёлка, территории завода «Красный плуг», заводского посёлка и селения Лип-Верх.
История Ясногорска тесно связана с историей развития завода. К началу 1920-х годов Лаптевское предприятие обладало значительным потенциалом. По данным Всероссийской промышленной и профессиональной переписи 1918 года энергетическое хозяйство завода имело два нефтяных двигателя общей мощностью 48 л. с. и один газогенераторный двигатель мощностью 40 л. с. Парк станочного оборудования состоял из 30-ти металлорежущих станков, 8-ми единиц кузнечно-прессового оборудования и нескольких нагревательных печей. На заводе в момент переписи работало около 200 человек.
После победы Октябрьской революции Советское правительство начало постепенную национализацию промышленных предприятий, начиная с крупнейших в стране. С лета 1919 года темпы национализации резко возросли, а 29 ноября 1920 года было объявлено о национализации всех мелких предприятий. Постановлением президиума Тулгубсовнархоза от 14 декабря 1920 года завод братьев Головиных был передан в собственность государства и стал называться первым Государственным заводом земледельческих машин и орудий. Первым директором завода назначен Н. С. Соловьёв. В 1924 году завод был переименован и стал называться «Красный плуг». Проведена его масштабная реконструкция и расширение: построены кузнечно-прессовый, механический, чугунолитейный цехи, восстановлено машинное отделение, установлены две динамомашины, налажено электрическое освещение цехов и жилых домов. Было завершено строительство железнодорожной ветки, соединяющей территорию завода с железнодорожной станцией.
Годы первой пятилетки были для завода крупным шагом по пути его дальнейшего развития. Были демонтированы устаревшие трансмиссии, приводившие их в движение двигатели. Их место заняли электромоторы (в 1928 году завод получил электроэнергию от Каширской ГРЭС). Цехи были пополнены оборудованием, резко повышена культура производства. Предприятие переходит на хозяйственный расчёт. Переустройство сельского хозяйства потребовало коренной перестройки сельскохозяйственного машиностроения. Начали поступать срочные заказы на тракторный инвентарь и машины — многокорпусные лущильники, картофелесажалки и культиваторы.
Накануне Великой Отечественной войны завод «Красный плуг» стал средним по своей производительной мощности предприятием с численностью коллектива свыше 2,5 тыс. человек, при общем числе жителей в посёлке около 5 тысяч. В 1938—1939 годах группа заводских специалистов совместно с проектной организацией «Гипромаш» приступила к разработке нового проекта реконструкции завода, в основу которого положено увеличение выпуска продукции и доведение общего объёма производства до 25—30 миллионов рублей в год, против тогдашних 16 миллионов. Однако разработанный проект реконструкции завода осуществлён не был. 22 июня 1941 года, нарушив условия договора о ненападении, немецко-фашистские войска вторглись на территорию СССР.

### В годы Великой Отечественной войны
Осень 1941 года была для жителей Лаптево и района напряжённой, ответственной. Над ними, как и над всей страной, нависла смертельная опасность. Враг, несмотря на потери, рвался к Москве. Во время Тульской оборонительной операции, встретив решительный отпор со стороны героических защитников Тулы, в конце октября — начале ноября немецко-фашистские войска начали действовать с флангов, стремясь замкнуть кольцо вокруг города оружейников.
18 ноября войска Гудериана возобновили наступление, стремясь обойти Тулу с востока и продолжить наступление на Москву. Немецкая 2-я танковая армия прорвала оборону 50-й армии и ринулась на юго-восток в обход Тулы на Каширу и Коломну. 25 ноября танковые соединения противника захватили Сталиногорск и Венёв. В тот же день 17 танковая дивизия была в 6 км к югу от Каширы и продвигалась к Рязани и Скопину, угрожая прорваться к основным путям сообщения между Москвой и центральными и восточными районами СССР. Тула оказалась глубоко охваченной с востока. 27 ноября 2-й кавалерийский корпус генерала-лейтенанта П. А. Белова нанёс контрудар по врагу и отбросил его в район Мордвеса.

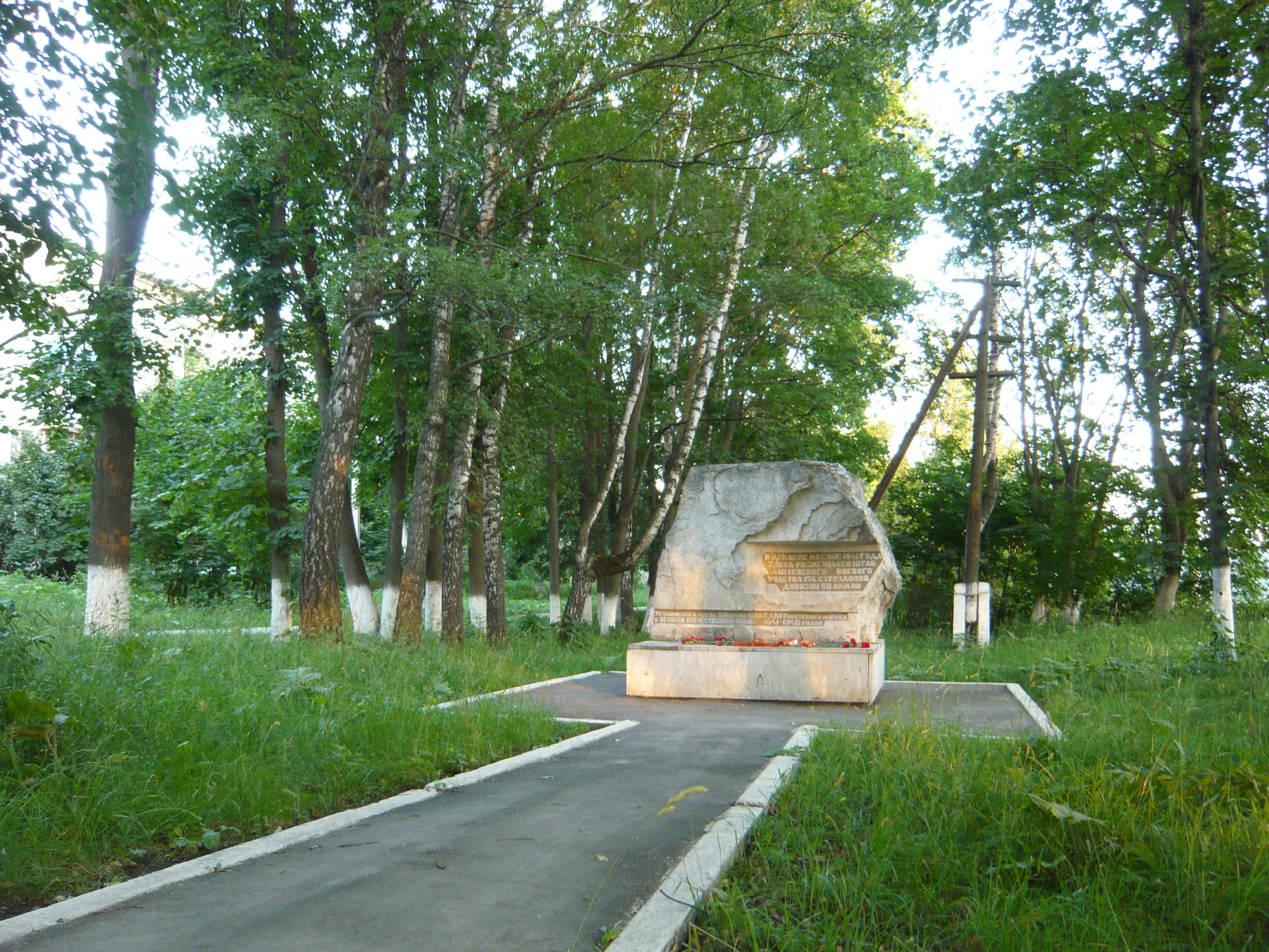
Памятный знак на ул. Советской, где в декабре 1941 года размещался штаб Лаптевского боевого участка

Отступая, немецко-фашистские войска предприняли сильные атаки на Лаптевском направлении, 60 танков с мотопехотой ворвались в Мокрый Корь и Теляково, дорога Мордвес — Лаптево оказалась перерезанной. Район был частично оккупирован с 23 ноября по 8 декабря 1941 года. За это время захватчиками был нанесён огромный ущерб: полностью уничтожено село Квашнино, сожжено 100 домов колхозников, 2 школы, 31 общественное строение. Районный центр оккупирован не был, в нём в результате авиационных налётов были разрушены почта и телеграф, водонапорная башня, а также пострадало 9 жилых домов.
Для того чтобы прикрыть Тулу с севера, командующий 50-й армией генерал-лейтенант И. В. Болдин предложил командиру 154-й стрелковой дивизии генералу-майору Я. С. Фоканову создать Лаптевский боевой участок. Его начальником назначен командир 510-го полка майор Гордиенко, неоднократно отличившийся в предыдущих боях за Тулу. По словам участника обороны Тулы М. Д. Максимцова, при постановке задачи майору Гордиенко было сказано следующее: «Лаптево — узел дорог, крупный опорный пункт. Гудериан хочет завязать здесь узел, чтобы затем расправиться с Тулой и двинуться на Серпухов. А Ваша задача, товарищ Гордиенко, создать прочную оборону, Вам Военный Совет армии вручает Лаптевский боевой участок…»

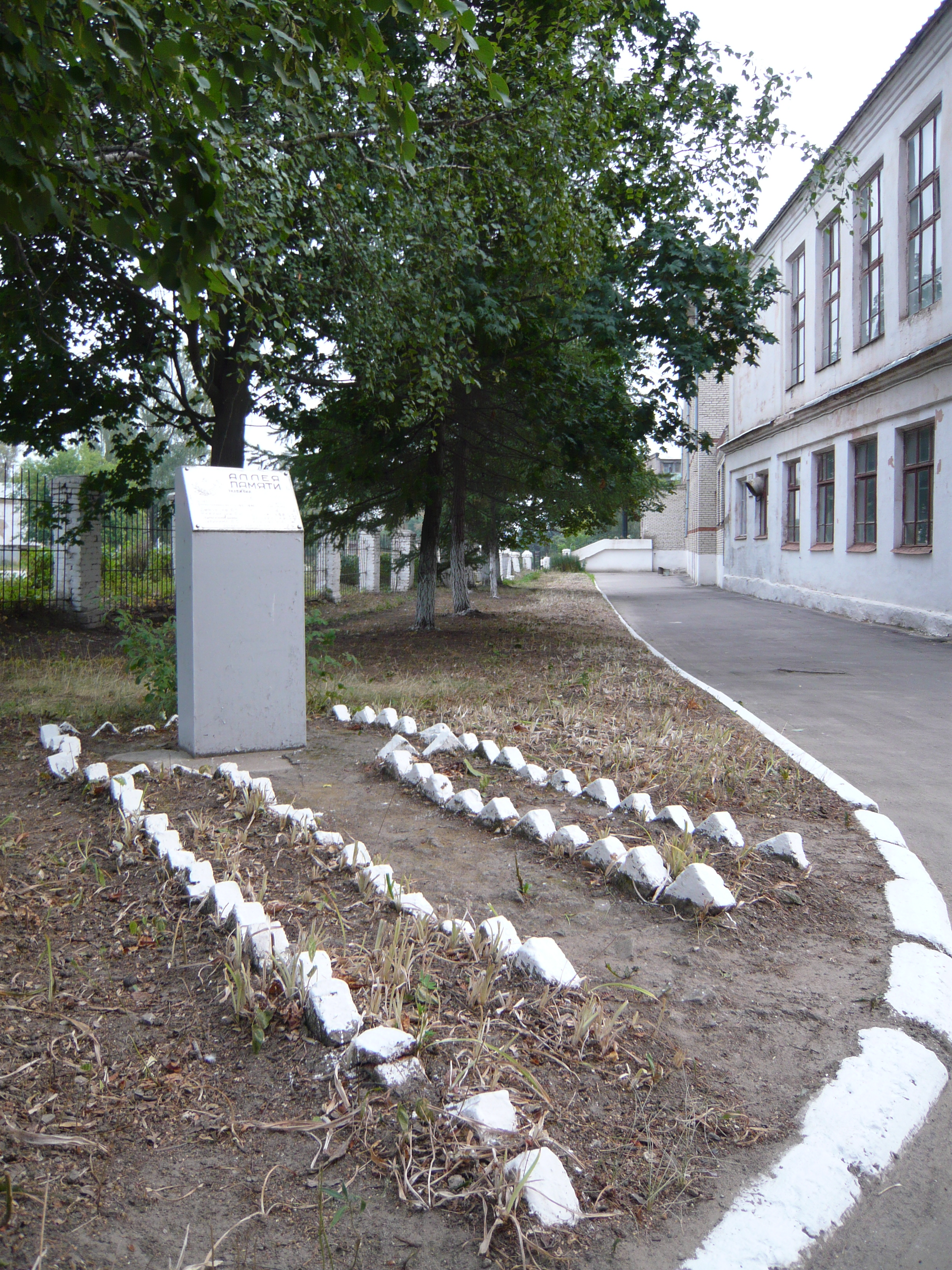
Аллея Памяти во дворе школы № 2, где с 27 ноября по 8 декабря 1941 года размещалась медсанрота 510 стрелкового полка Лаптевского боевого участка

После поражения под Каширой немецкое командование решило сделать всё возможное, чтобы овладеть по крайней мере Тулой. 2 декабря части 3-й и 4-й танковых дивизий, а также пехотного полка «Великая Германия» начали наступление в западном направлении. Они планировали совместно с расположенным в районе Алексина 43-м корпусом замкнуть кольцо окружения вокруг Тулы. К вечеру 3 декабря им удалось перерезать железную дорогу в районе Ревякино, а на следующий день и шоссе Тула — Москва. Тула лишилась важнейших путей подвоза. Ей грозило полное окружение. Однако неожиданный контрудар, предпринятый частями 49-й армии из района Лаптево на юг, поддержанный встречным ударом защитников Тулы, отбросил противника на исходные позиции. Замысел немецкого командования окружить и захватить Тулу не осуществился.
Тяжёлые военные годы стали новым этапом развития посёлка Лаптево. К середине ноября 1941 года немецко-фашистские войска захватили Донбасс и частично территорию Подмосковного угольного бассейна, в связи с чем в конце 1941 года на месторождениях не было добыто ни одной тонны угля. Советское правительство решило начать восстановление угольных шахт — 23 октября 1942 года Государственный Комитет обороны принял постановление «Об увеличении добычи угля в Подмосковном бассейне». Однако для ввода новых шахт в эксплуатацию требовалось большое количество угледобывающих машин и оборудования. В декабре 1942 года Лаптевский завод № 477 (так назывался с 1941 года бывший «Красный плуг») был передан в ведение Наркомата угольной промышленности, и предприятие стало специализироваться на выпуске шахтного оборудования. Уже в мае 1943 года завод изготовил первые партии шахтных вагонеток и ручных проходческих лебёдок, в июне начато производство шахтных насосов. К концу войны завод, который стал называться «Углемаш», стал специализироваться преимущественно на производстве горношахтных механизмов и оборудования.
За успешное выполнение заданий по выпуску горношахтных машин и оборудования коллективу завода в начале 1945 года было вручено Красное Знамя Государственного Комитета обороны. 566 человек получили медали «За доблестный труд в Великой Отечественной войне 1941—1945 гг.» и 75 человек — «За восстановление угольных шахт Донбасса».

### 1945—1991 годы
Расцвет посёлка пришёлся на 1950—1960-е годы. В 1948 году исполнительным комитетом Лаптевского поселкового Совета образованы улицы: Советская, Комсомольская, Пролетарская, Школьная, Садовая, Колхозная, Трактористов, Железнодорожная, Октябрьская, Первомайская, Красноармейская, Набережная и другие.
Всё строительство и благоустройство Лаптева шло главным образом за счёт завода. Созданы 2 жилых посёлка: Октябрьский и Северный. За 1948—1952 годы введено 3135 м² жилой площади, 800 м водопроводной сети и 400 м линий канализации. Некоторые дома возводились методом народной стройки — по вечерам и в выходные дни машиностроители работали на строительстве своих домов землекопами, плотниками и каменщиками. Рос посёлок и за счёт индивидуального строительства, увеличивалось число культурно-бытовых зданий: в 1948 году была построена баня, открыты начальная школа и школа рабочей молодёжи. В 1949 году открыта районная больница. В 1950 году был заложен Дворец культуры при активном участии трудящихся завода. 6 ноября 1954 года он был открыт. Парк около Дворца культуры закладывался и насаждался во время субботников и воскресников, организованных жителями посёлка. В 1953 году сооружён стадион.
В 1950-е годы завод «Углемаш», являвшийся крупнейшим предприятием посёлка, продолжал интенсивно развиваться. Выпуск горношахтных машин и оборудования из года в год наращивался, расширялась номенклатура изделий. Осваивались и ставились на серийное производство новые типы поршневых насосов, аккумуляторные и контактные электровозы, предназначенные для доставки угля из лав к главным откаточным штрекам. Завод готовился к серийному выпуску принципиально нового вида продукции — углепогрузочных машин, которые предназначались для механизированной погрузки угля в вагонетки непосредственно в забое. Число рабочих за послевоенный период здесь выросло в несколько раз.
К середине 1950-х годов в Лаптево работали кирпично-известковый завод, завод метизов, молочный завод, хлебозавод и Новолаптевская электроподстанция. Условия жизни все больше приближались к городским. В посёлке функционировали АТС, 2 радиоузла, 2 сберкассы, отстроены новый стадион, районная больница на 150 коек, во всех новых домах имелся водопровод, канализация, радио и электричество. Проведена большая работа по асфальтированию дорог и тротуаров, озеленению посёлка. Общая территория посёлка к тому времени составляла 4 км², численность населения достигла 13,5 тыс. чел.
Указом Президиума Верховного Совета РСФСР от 8 января 1958 года рабочий посёлок Лаптево был преобразован в город районного подчинения, а Указом Президиума Верховного Совета РСФСР от 9 сентября 1958 года селение Владычино включено в черту города Лаптево.
В 1960—70-е годы Ясногорск, в основном, обрёл свой современный облик. Жилищный фонд молодого города за семилетку (1959—1965) удвоился. Было построено более 30-ти объектов культурно-бытового и производственного назначения. Возведены детский сад, здание аптеки, железнодорожный вокзал, кинотеатр «Родина», заводской профилакторий, здание узла связи, универмаг и гастроном. Появились новые улицы, значительная часть их заасфальтирована, построены тротуары, посажены тысячи деревьев и кустарников.
Переименовать Лаптевский район Тульской области в Ясногорский район, а его центр город Лаптево — в город Ясногорск
Председатель Президиума Н. Игнатов.
Секретарь С. Орлов.
Москва, 10 августа 1965 года
Указом Президиума Верховного Совета РСФСР от 10 августа 1965 года город Лаптево переименован в город Ясногорск, а Лаптевский район — в Ясногорский.
Новым этапом в градостроительстве явилась восьмая пятилетка. Застройка с 1964 года велась по генеральному плану реконструкции, рассчитанному на 20 лет. Начался снос старых деревянных одноэтажных домов на улице Советской, на их месте сооружены современные многоэтажные здания. Было завершено строительство архитектурного ансамбля на ул. Ленина, ставшей лучшей улицей города. Около Плотского леса вырос на месте пустыря квартал «М» — благоустроенный жилой район с населением более 2000 человек.
За пятилетку в Ясногорске построено более 30 тысяч м² жилья, а за все 1960-е годы около 50 тысяч м². Более 1000 семей горожан справили новоселье. Горожане получили здания средней школы № 3 на 960 мест, восьмилетней школы, районной библиотеки на 100 тыс. томов, ателье индивидуального пошива, два детских комбината на 140 мест каждый, 12 магазинов и павильонов. Построены хлебозавод, колбасный цех и цех безалкогольных напитков.
Город одним из первых райцентров получил природный газ. За 1966—1970 годы была газифицирована 1651 квартира. В начале 1970-х годов «голубым топливом» пользовались почти в 12-ти тысячах квартир и домов личного сектора.

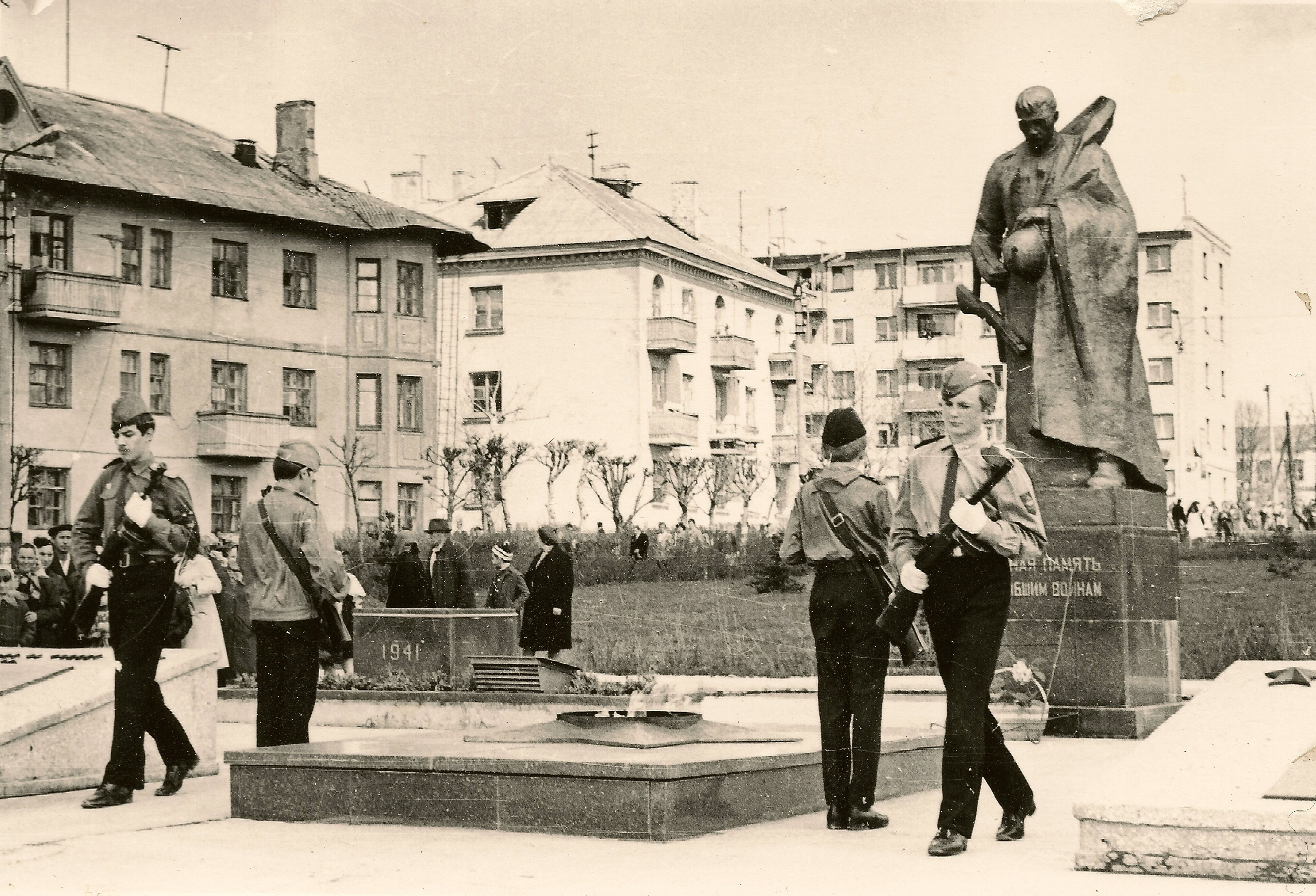
Памятник Вечной славы воинам-ясногорцам. Открыт в ноябре 1968 года

В этот же период машиностроительный завод начал производство новых породопогрузочных машин, предназначенных для погрузки особо твёрдых пород. С их помощью горняками Кривбасса были установлены мировые рекорды проходки горизонтальных выработок. Было освоено серийное производство новых типов взрывобезопасных электровозов, а также высокопроизводительных углесосов и насосов. За годы пятилетки освоен выпуск 30 наименований новых машин, внедрено около трёх тысяч организационно-технических мероприятий. В конце 1960-х годов продукция ясногорских машиностроителей поставлялась в 33 зарубежные страны, в том числе во Францию, Турцию, Индию, Венгрию, Болгарию, Вьетнам и др. Успешное развитие завода способствовало росту благосостояния его работников. Так, за 5 лет (1965—1970) средняя заработная плата рабочих выросла на 37,9 %.
Увеличение выпуска наукоёмкой продукции предъявляло высокие требования к образовательному уровню инженерно-технических и рабочих кадров. Ещё в 1959 году в Лаптево было открыто заочное отделение Тульского политехнического института. В 1971 году открыто Ясногорское ПТУ, которое начало готовить квалифицированных токарей по металлу, фрезеровщиков и слесарей-ремонтников.
В 1970—1980 годы продолжалось строительство жилых домов, был открыт краеведческий музей, пионерлагерь машзавода «Орлёнок», возведён пешеходный мост через железнодорожное полотно. Тульским институтом «Тульскгражданпроект» был разработан проект дальнейшей застройки города до 2000 года. Его площадь по плану должна была увеличиться до 14 км², а население возрасти до 25 тысяч человек.
В 1989 году в черту города включены деревни Васькино и Коптево

Ясногорск в советский период
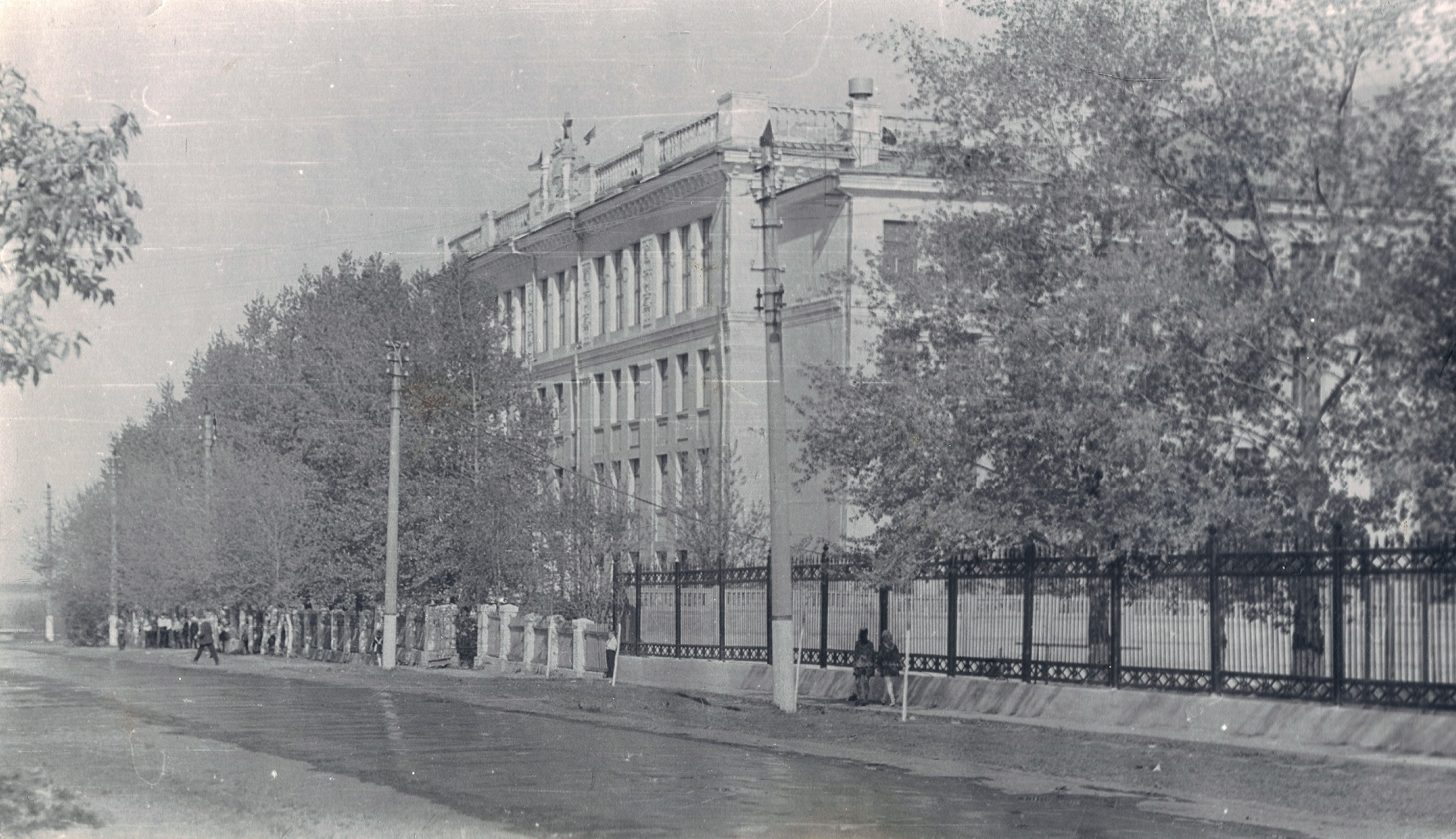
Школа № 1
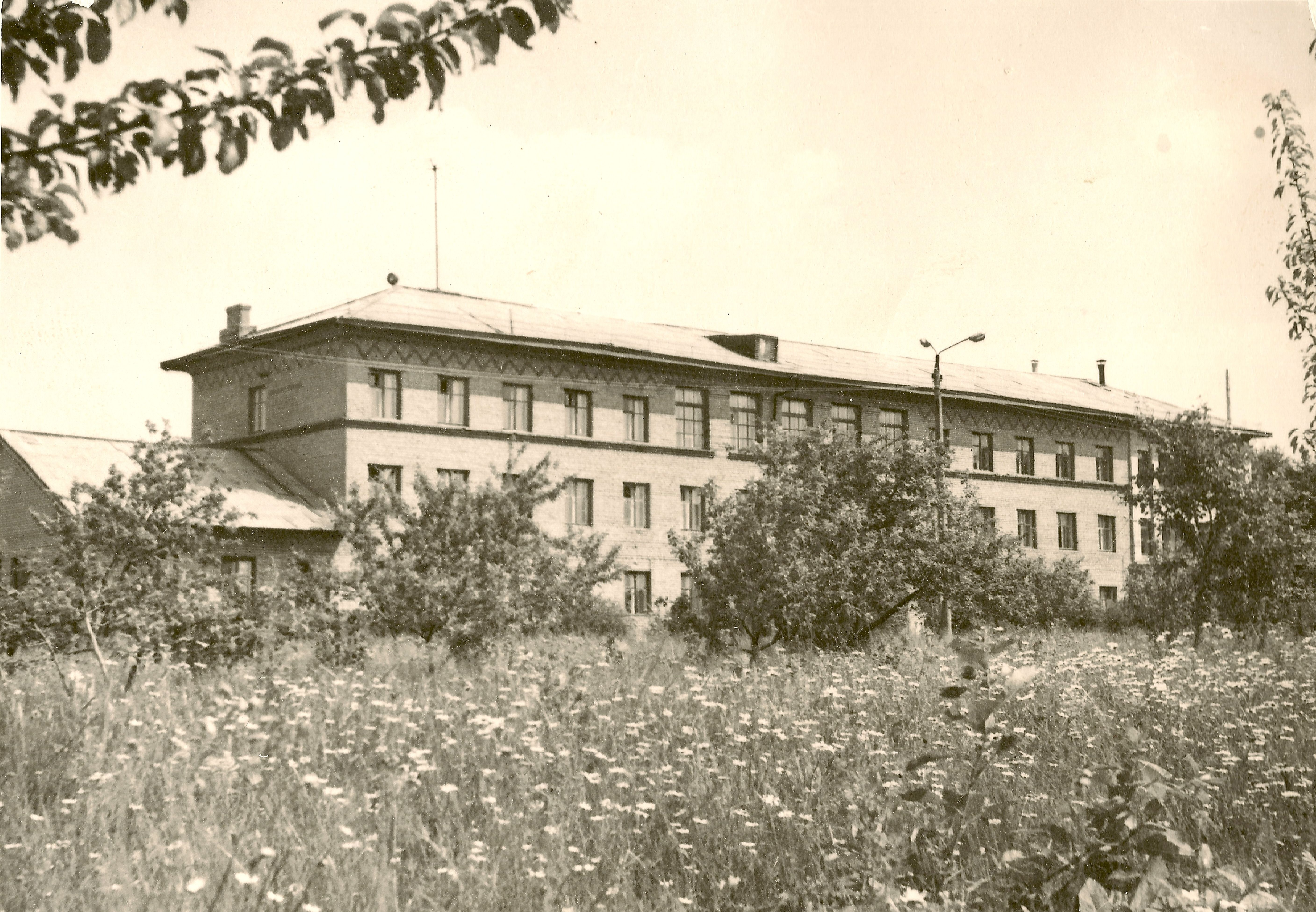
Профилакторий. Действовал с 1964 по 1995 гг. Полностью разрушен
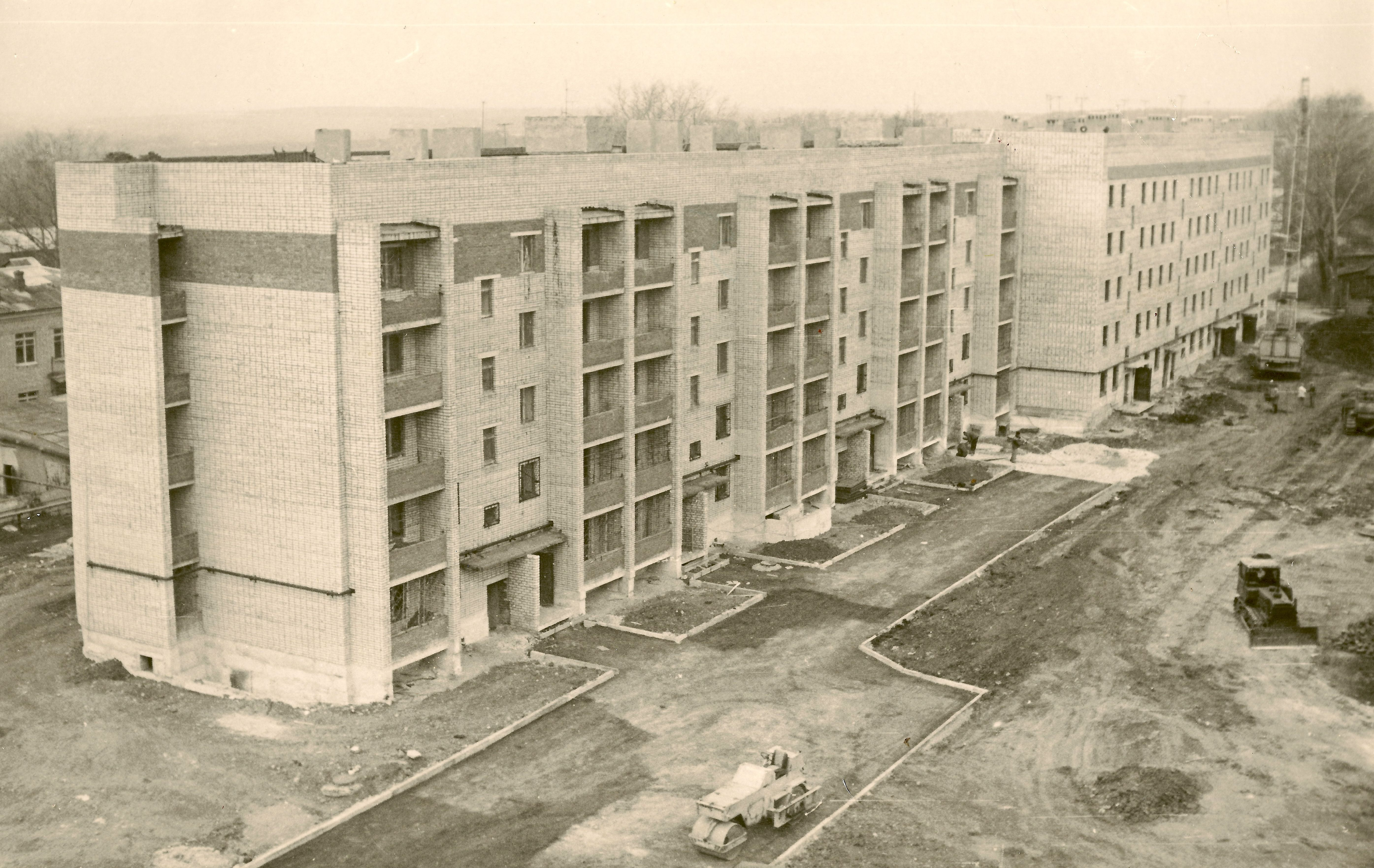
Строительство дома молодёжного жилищного комплекса

### Современный период
1990-е годы стали переломными в жизни Ясногорска. Негативные процессы переходного периода и непродуманные решения правительства сильно сказались на жизни города и района. Они коснулись экономики и Ясногорского машиностроительного завода — главного градообразующего предприятия, от которого в огромной степени зависела жизнь Ясногорска. Завод стал терять своих заказчиков на Украине, куда поставлялось до 50 % его продукции для шахт, в Казахстане и в других странах СНГ. Заказчики не имели средств заплатить за оборудование живыми деньгами или покупали более дешёвую продукцию в дальнем зарубежье. Падение производства повлекло за собой переход на неполную рабочую неделю, невыплату заработной платы. Число работников сократилось с максимального значения в 7 тыс.. до 800 человек. Несмотря на ряд предпринятых мер, в 2009 году предприятие было признано банкротом.
Город отстаёт от других райцентров Тульской области по целому ряду показателей — как экономических, так и социальных. После распада СССР за счёт средств областного бюджета был построен 1 дом (в рамках федеральной программы «Ветхое жильё»), за счёт федерального и местного бюджетов — ни одного, дорожное покрытие на многих улицах разбито, городской парк заброшен. Большинство горожан выезжает на заработки в соседнюю Московскую область.
В 2020-х годах ситуация начала исправляться. Восстановили городской парк, провели ремонт дорожного покрытия на большинстве улиц. В 2023 году проведен капитальный ремонт дорог на улицах Победы и Черняховского.

## Население
| 1939    | 1959    | 1967    | 1970    | 1979    | 1989    | 1992    | 1996    | 1998    |
| ------- | ------- | ------- | ------- | ------- | ------- | ------- | ------- | ------- |
| 4748    | ↗12 520 | ↗18 000 | ↗18 482 | ↗20 957 | ↗21 292 | ↗21 400 | ↘20 800 | ↘20 400 |
| 2000    | 2001    | 2002    | 2003    | 2005    | 2006    | 2007    | 2008    | 2010    |
| ↘19 900 | ↘19 600 | ↘18 588 | ↗18 600 | ↘18 000 | ↘17 800 | ↘17 600 | ↘17 500 | ↘16 795 |
| 2011    | 2012    | 2013    | 2014    | 2015    | 2016    | 2017    | 2018    | 2019    |
| ↗16 800 | ↘16 596 | ↘16 373 | ↘16 120 | ↘15 872 | ↘15 687 | ↗15 741 | ↘15 706 | ↘15 592 |
| 2020    | 2021    |         |         |         |         |         |         |         |
| ↘15 410 | ↘15 269 |         |         |         |         |         |         |         |

На 1 января 2025 года по численности населения город находился на 778-м месте из 1124 городов Российской Федерации.
Демографическая ситуация неблагоприятная, характеризуется снижением рождаемости, ростом общей смертности, отмечается отток трудоспособного населения в более развитые регионы. По сравнению с 2009 годом численность населения сократилась на 2,9 % (504 человека), с 2002 годом — на 9,6 % (1784 человека), с пиковым значением в 1992 году — на 21,5 %. Развита маятниковая миграция.
Национальный состав
По итогам переписи населения 2020 года проживали следующие национальности (национальности менее 0,1 % и другое см. в сноске к строке «Другие»):
| Национальность | Численность, чел. | Доля     |
| -------------- | ----------------- | -------- |
| Русские        | 14 014            | 91,78 %  |
| Армяне         | 194               | 1,27 %   |
| Таджики        | 131               | 0,86 %   |
| Украинцы       | 66                | 0,43 %   |
| Азербайджанцы  | 42                | 0,28 %   |
| Узбеки         | 41                | 0,27 %   |
| Татары         | 21                | 0,14 %   |
| Табасараны     | 18                | 0,12 %   |
| Другие         | 742               | 4,85 %   |
| Итого          | 15 269            | 100,00 % |

## Официальная символика
Герб Ясногорска утверждён исполкомом городского Совета народных депутатов 11 июня 1987 года (решение № 7-540).
Автор герба — Владимир Тимофеевич Ермошкин.
В червлёном щите стилизованная серебряная фреза в окружении тонкого золотого кольца, которую обрамляют золотой колос и серебряная полушестерня. В лазуревой вершине щита название города серебром.
Флага и Гимна у Ясногорска нет.

## Местное самоуправление

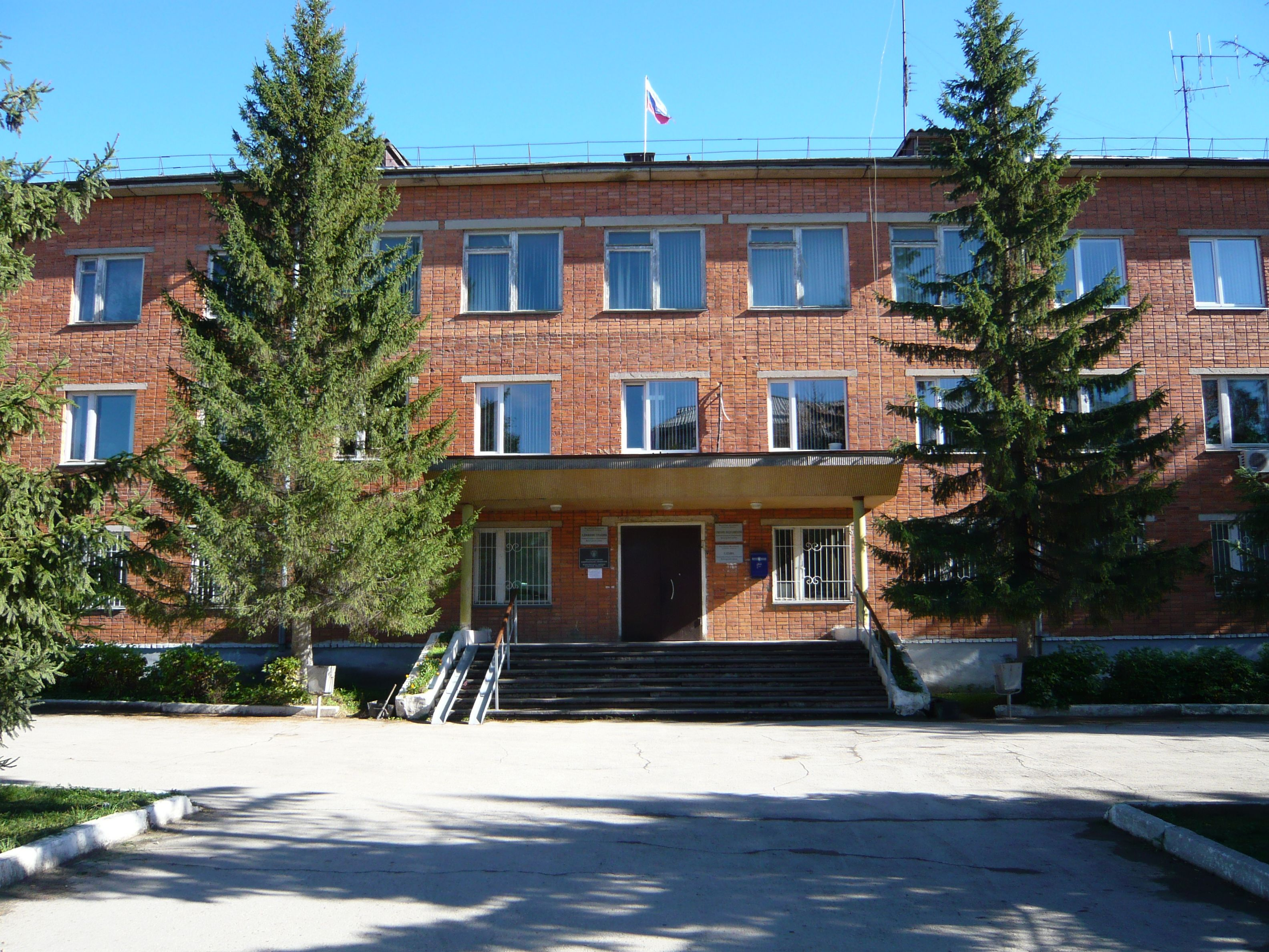
Здание администрации

Образует одноимённое муниципальное образование город Ясногорск со статусом городского поселения как единственный населённый пункт в его составе.
Местное самоуправление осуществляется на основании устава, принятого на местном референдуме 23 марта 1997 года.
Структуру органов местного самоуправления города Ясногорска составляют:
- представительный орган муниципального образования — Собрание депутатов муниципального образования «Город Ясногорск»;
- высшее выборное должностное лицо муниципального образования — глава муниципального образования «Город Ясногорск»;
- исполнительно-распорядительный орган муниципального образования — администрация муниципального образования «Город Ясногорск»;
- контрольный орган муниципального образования — ревизионная комиссия муниципального образования «Город Ясногорск».

Представительный орган местного самоуправления — Собрание депутатов — функционирует с 2006 года. В результате выборов 1 марта 2009 года был избран состав II созыва из 15 депутатов (9 — от Единой России, 1 — от КПРФ, 1 — от Справедливой России, 4 — самовыдвиженцы). По итогам выборов 2023 года в совет была избрана представительница партии «Яблоко».
С 3 апреля 2009 года Главой муниципального образования «Город Ясногорск» является Александр Михайлович Дорогов. Должность Главы администрации муниципального образования «Город Ясногорск» занимает Харалампий Васильевич Маврапуло (с 30 апреля 2009 года).

## Планировочная структура и архитектура
Железнодорожная магистраль Москва — Курск — Харьков проходит через город с юга на северо-запад и делит его на две части.
Жилая застройка западной части представлена частными одноэтажными домами с приусадебными участками. Главные улицы — ул. Победы, ул. Привокзальная, к которым перпендикулярно примыкают другие улицы и переулки. В этой части города расположены Центральная районная больница, восьмилетняя школа, Братская могила воинов Советской армии, погибших в годы Великой Отечественной войны 1941—1945 гг., городское кладбище и очистные сооружения.
Центр города, органы местного самоуправления, промышленные предприятия, учреждения образования и культуры находятся в восточной части Ясногорска. Жилая застройка здесь представлена 2-, 3-, 4- и 5-этажными, а также одноэтажными частными домами. Главные улицы — ул. Ленина, ул. Горького, ул. Советская, ул. Заводская и ул. Смидовича.
Всего в Ясногорске 81 улица, 19 переулков и 1 проезд.
Архитектурный облик Ясногорска сформировался в 1950-70 годах, определяется преимущественно примитивной рядовой застройкой, не имеющей никакого художественного содержания. Сооружения довоенной постройки расположены на ул. Заводской — это цеха машиностроительного завода, несколько жилых домов. Здания сталинской эпохи находятся на ул. Горького, Комсомольской. Среди наиболее монументальных сооружений города можно выделить здания школы № 1, Дворца культуры, кинотеатра, районной больницы, железнодорожного вокзала.

## Экономика

### Промышленность
ЗАО «Ясногорский машиностроительный завод» до Великой Отечественной войны производил механизмы для сельского хозяйства и носил название «Красный плуг», после войны перепрофилирован на производство горношахтных механизмов и оборудования и переименован в «Углемаш». С середины 1960-х годов завод стал называться Ясногорским машиностроительным и расширил ассортимент выпускаемых изделий: это породопогрузочные машины для шахтных горизонтальных выработок, взрывобезопасные шахтные электровозы, высокопроизводительные углесосы, центробежные насосы и шахтные парашюты. Завод, долгое время являвшийся единственным в СССР производителем горношахтного оборудования, а также градообразующим предприятием, после кризиса 1990-х годов значительно утратил свои позиции. Из-за падения производства своевременно не выплачивалась заработная плата, трудящиеся шли на забастовки, дважды создавали стачечные комитеты. В 1999 году на предприятии введено внешнее наблюдение, а затем — внешнее управление. В 2009 году предприятие было признано банкротом. В 2010 году на месте ЗАО «Ясногорский машиностроительный завод» образовалось ЗАО «Русская горно-насосная компания». Историю развития завода см. в разделе История.
В 2002 году на территории города был открыт завод «ИЭК Металл-Пласт», а в 2003 году завод «Элпластик». В 2008 году завершено строительство ещё одного аналогичного производства — «Элитпласта». Эти предприятия являются производственными площадками Международной электротехнической компании «ИЭК», производящей низковольтное оборудование для строительства, жилищно-коммунального хозяйства и промышленных предприятий.
В июне 2009 года в 4-х километрах от Ясногорска началось строительство инкубатория английской компании Aviagen — мирового лидера в производстве родительских пар бройлеров. 1 июля 2010 года он был торжественно открыт. Ясногорский инкубаторий, мощностью 32 млн штук инкубационных яиц в год, является крупнейшим в России и седьмым по счету в Европе.
Другие предприятия города:
- ПК «Ясногорский хлебозавод» — производство хлебобулочных и кондитерских изделий
- ОАО «Ясногорский молочный завод» — производство молочной продукции
- ООО «Кондитерская фабрика „Золотая Русь“» — производство кондитерских изделий
- Фабрика мебели ООО «Эволи» — изготовление мебели
- ООО «Центрнасоссервис» — обработка металлов и нанесение покрытий
- ООО ПТПП «Фагот» — обработка металлов и нанесение покрытий
- ООО «Гиперпресс» — производство материалов из бетона

### Жилищно-коммунальное хозяйство
Общая площадь жилого фонда города составляет 581 тыс. м², соответственно на одного жителя приходится в среднем 34,6 м². Характеризуется сравнительно низким уровнем благоустройства. Контроль за жилищным фондом осуществляет ООО «Управляющая компания „Ясногорскжилкомсервис“».
Поставщиками коммунальных ресурсов в городе являются:
- горячей воды и тепловой энергии — 4 котельных
- водоснабжения — ООО «Водосбыт»
- электроэнергии — ОАО «Тульская сбытовая компания», СО АО «Технопарк»
- газа — трест «Ясногорскмежрайгаз»

### Розничная торговля
Важным сектором экономики города является розничная торговля. В Ясногорске представлены такие торговые сети как «Пятёрочка», «Магнит», «Дикси», «Победа», «Эксперт», «СтройПрофСервис», «Техносити», «Евросеть», «Символ», «Билайн». Действует 2 розничных рынка, торговый центр «Новый Арбат», а также множество продовольственных и хозяйственных магазинов.

### Связь
Оператором стационарной связи выступает Тульский филиал ОАО «ЦентрТелеком». Код Ясногорска: +7 48766. Городские номера — пятизначные, начинаются на «2» или «4». Таксофонная сеть не развита — телефонные аппараты общего пользования расположены только в здании телеграфа, оплата производится при помощи телефонных карт. Функционирует информационный терминал для общественного доступа к порталу государственных и муниципальных услуг (реализация программы «Электронное правительство»).
В городе действует 3 отделения «Почты России». Почтовые индексы: 301030—301032. Осуществляется выход в Интернет через Пункты коллективного доступа («Киберпочта»). Основным же Интернет-провайдером для горожан является «Домолинк».
Входит в зону покрытия основных сотовых сетей: Билайн, МТС, МегаФон и Теле2.

### Туризм
Несмотря на то, что Ясногорск — один из самых молодых городов Тульской области, он имеет большой потенциал для развития сферы туризма. Географически Ясногорский район расположен очень удачно — вблизи проходят федеральные трассы М-2 и М-4, имеется прямое железнодорожное сообщение с Тулой и Москвой, часть района находится на берегу Оки, в живописной зоне отдыха. Эти факторы позволяют говорить о перспективах роста туристической привлекательности как всего района, так и его центра — города Ясногорска.
Город, окружающие природные ландшафты, различные достопримечательности и объекты архитектуры интересны с точки зрения приезжающих гостей. Местное население настроено доброжелательно, к приёму туристов готовы точки общественного питания, современный гостиничный комплекс «Фортуна».
История образования города Ясногорска берёт своё начало из села Ростиславо, а затем — Лаптево. С названием «Лаптево» связано несколько легенд, по одной из которых императрице Екатерине II местными умельцами был преподнесён диковинный подарок — серебряный лапоть. Императрица была поражена работой и приказала назвать село Лаптевым. На сегодняшний день разработка туристского бренда «Лаптево» — одна из задач на пути развития города.
На территории Ясногорска находятся несколько памятников, среди них выделяются мемориалы, связанные с Великой Отечественной войной 1941—1945 гг. В городе сохранилось множество объектов культуры советской эпохи, отсюда возникла идея развивать в Ясногорске «ностальгический туризм».
Особое место в культурном наследии Ясногорского района занимает церковное зодчество. В разной степени до наших дней сохранилось 13 храмов. В черте города Ясногорска на средства от пожертвования прихожан недавно построен храм в честь Собора новомучеников и исповедников Церкви Русской.
Более 40 лет принимает посетителей Ясногорский районный художественно-краеведческий музей. Гордостью музея является коллекция картин земляка, художника Федора Нестерова, ученика самого Ильи Ефимовича Репина. Музей является участником областного проекта «Музейный марафон».
15 августа 2014 года состоялось торжественное открытие историко-культурного комплекса на железнодорожной станции «Ясногорск». Комплекс включает в себя музей истории станции Лаптево-Ясногорск, созданный в восстановленном жилом доме первого начальника станции, обновлённое здание вокзала. Особое место занимают благоустроенный сквер и ротонда со скульптурой императрицы Екатерины II.
Ресурсы Ясногорска позволяют развивать здесь такие виды туризма, как культурно-познавательный, религиозный, экологический, сельский и даже экстремальный.
| Категория                                                                | Название гостиницы  |
| ------------------------------------------------------------------------ | ------------------- |
| 3 из 5 звёзд · 3 из 5 звёзд · 3 из 5 звёзд · 3 из 5 звёзд · 3 из 5 звёзд | Гостиница «Фортуна» |

## Транспорт

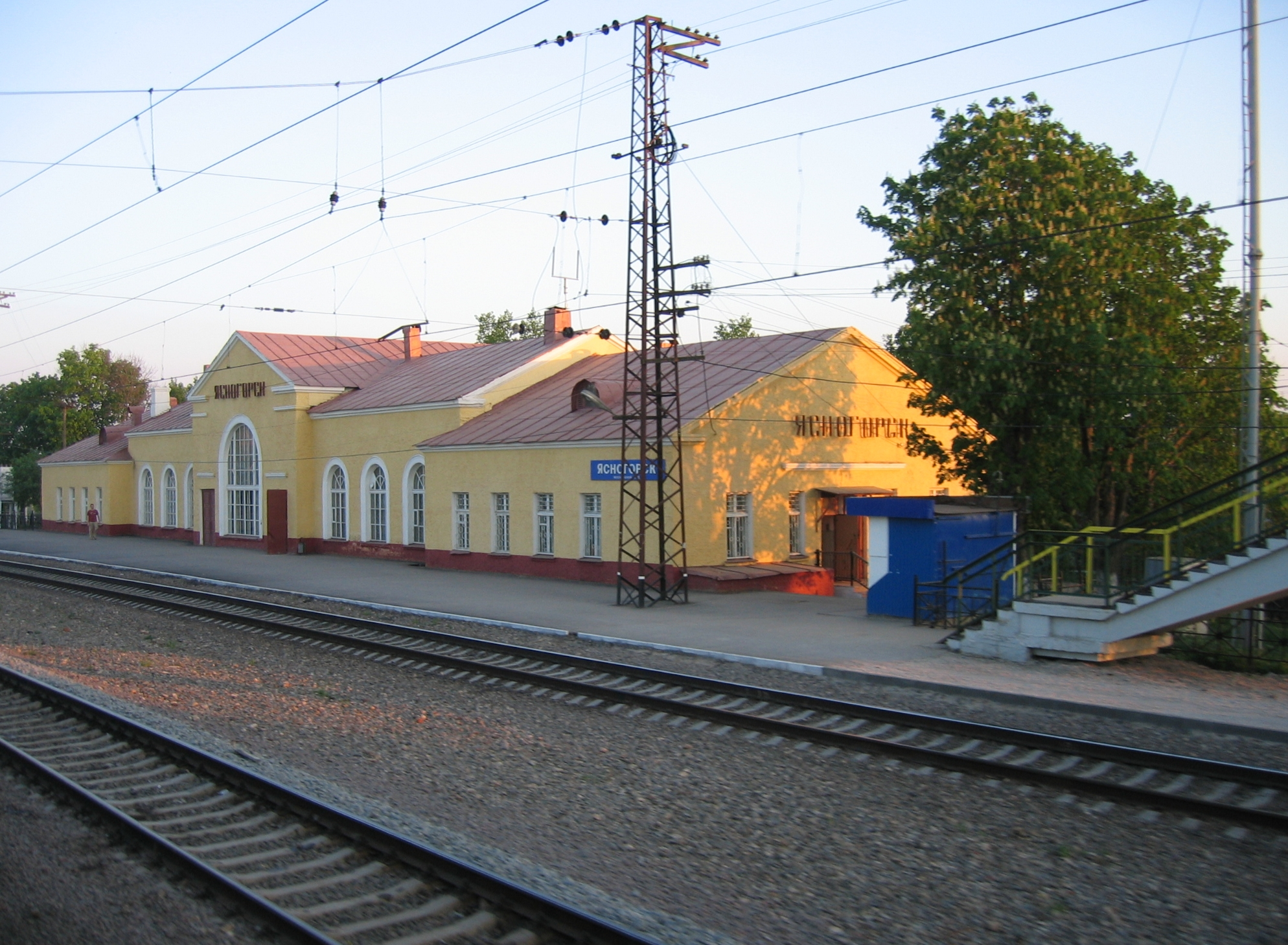
Железнодорожный вокзал в 2007 году

Железнодорожный транспорт. Через город проходит двухпутная электрифицированная железнодорожная магистраль Москва — Курск — Харьков (линия Москва — Тула) с высокой интенсивностью движения (порядка 70 поездов в сутки). В черте города расположена железнодорожная станция «Ясногорск» (промежуточная, IV класса). Прямое беспересадочное сообщение с Тулой, Серпуховым и Москвой (8 пар пригородных электропоездов ежедневно). Проходящие поезда дальнего следования и экспрессы в Ясногорске стоянок не имеют. Станция открыта для грузовых работ.
Автомобильный транспорт. Автодорога Новоклейменово — Ясногорск — Мордвес связывает на западе город с трассой М2 E 105, обеспечивая выходом к Туле, Москве, Центрально-Чернозёмному району; на востоке — с трассой М4 E 115: выход к Москве, Воронежу, Южному Федеральному округу. Грузовой транспорт, следующий транзитом через Ясногорск, направляется в объезд центральных улиц города в соответствии с дорожными знаками. Также в Ясногорске берёт своё начало автодорога местного значения до села Горшково.
Автобусное сообщение. С автостанции отправляются автобусы, совершающие регулярные междугородные (в Тулу, Москву, Алексин, Серпухов) и внутрирайонные рейсы (в Богословское, Есуковский, Верхнее Красино, Горшково, Хотушь, Тормино и Новоклеймёново). Пассажирские перевозки осуществляются Венёвским и Ясногорским АТП ОАО «Тулаавтотранс». Маршруты обслуживаются автобусами ПАЗ-3205, ПАЗ-4234, ЛиАЗ-5256, Iveco. Автостанция расположена в непосредственной близости от железнодорожной станции, что является положительным фактором в организации пассажирского сообщения.
Внутригородской транспорт. Действует 1 городской автобусный маршрут — № 101, является линейным, соединяет микрорайон «М» с северной частью города (дер. Васькино). В мае 2012 года закрыт маршрут № 102 — кольцевой, брал своё начало на южной окраине Ясногорска. Автобусы следуют через авто- и железнодорожный вокзалы по главным улицам города. Развита сфера таксомоторных перевозок.

## Социальная сфера

### Образование

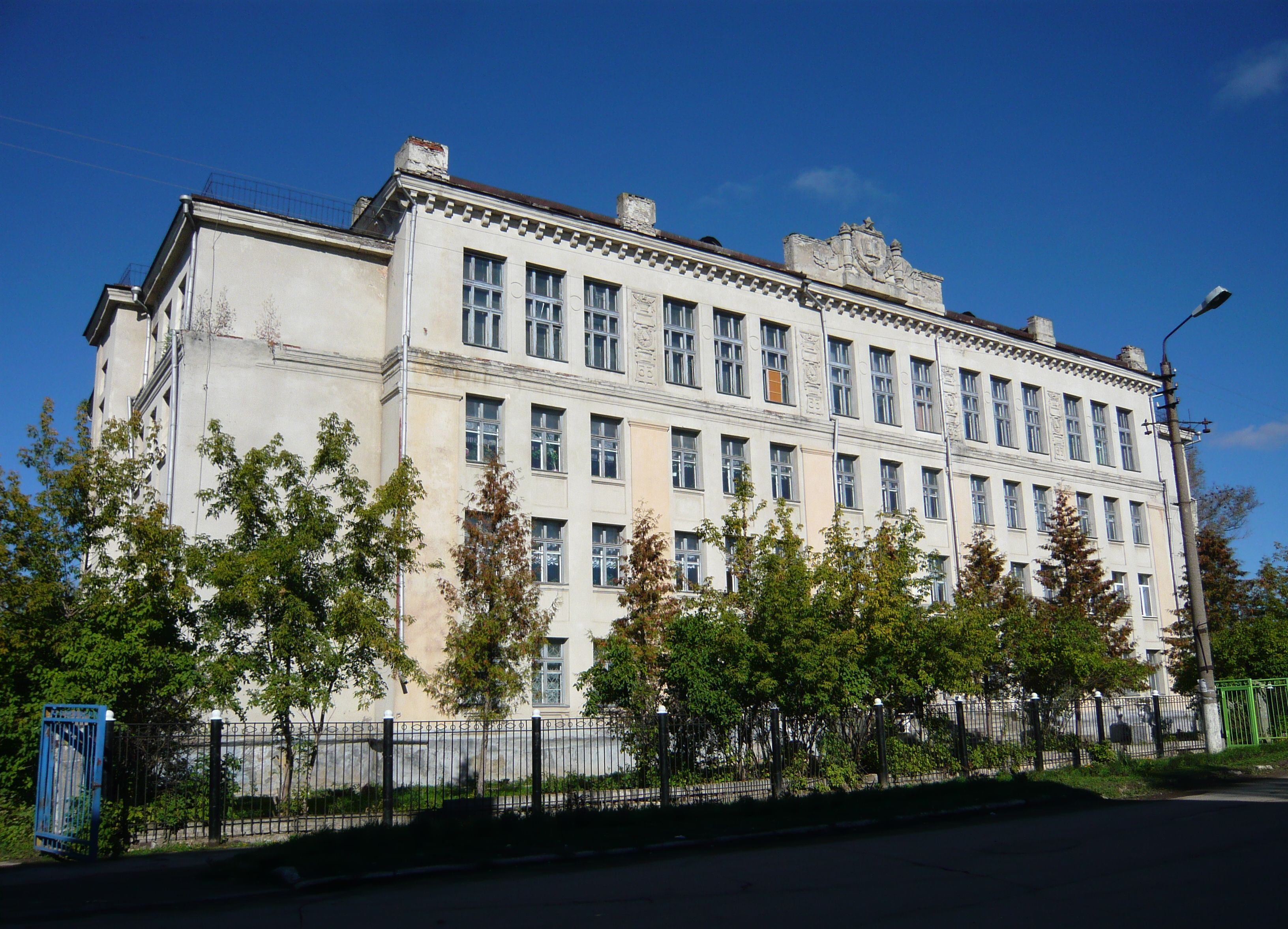
Школа № 1

В единую систему образования города входят следующие образовательные учреждения:
- 7 детских садов
- МБОУ «Средняя общеобразовательная школа № 1»
- МБОУ «Средняя общеобразовательная школа № 2»
- МБОУ «Средняя общеобразовательная школа № 3 им. С. В. Ишеева»
- МОУ «Ясногорская вечерняя (сменная) общеобразовательная школа»
- МОУ «Основная общеобразовательная школа»
- Детская школа искусств им. М. П. Мусоргского
- Ясногорский технологический техникум
- Дом детского и юношеского творчества

Школы работают по базисному учебному плану. Организуется обучение по нетрадиционным учебным предметам, ряд предметов изучается углубленно. Главная цель — воспитание детей, подготовка их к успешной реализации своих способностей, содействие в развитии образовательной сферы, а также реализация национального проекта «Образование». Ежегодно от пяти до семи выпускников награждаются золотой и серебряной медалями «За особые успехи в учении», в целях поддержки талантливой молодёжи десяти представителям молодого поколения выплачивается денежная премия.
Обучение в музыкальной школе проводится по специальностям: фортепиано, баян, аккордеон, домра, гитара, скрипка, эстрадный вокал, театральное отделение и хореография. Работает подготовительное и экспериментальное отделение раннего эстетического развития. Ученики школы не раз становились лауреатами конкурсов и фестивалей, проводимых в России и за рубежом.
Традиционно более 60 % детей и подростков охвачены всеми формами летнего отдыха — школьные лагеря с дневным пребыванием, лагеря труда и отдыха, а также профильные лагеря (туристический, экологический, археологическая экспедиция).

### Здравоохранение
Муниципальная система здравоохранения представлена следующими лечебно-профилактическими учреждениями:
- ГУЗ «Ясногорская районная больница» (в состав которой входят взрослая поликлиника, детская поликлиника и женская консультация)
- станция скорой медицинской помощи
- стоматологическая поликлиника

Функционирует обширная аптечная сеть.

### Культура

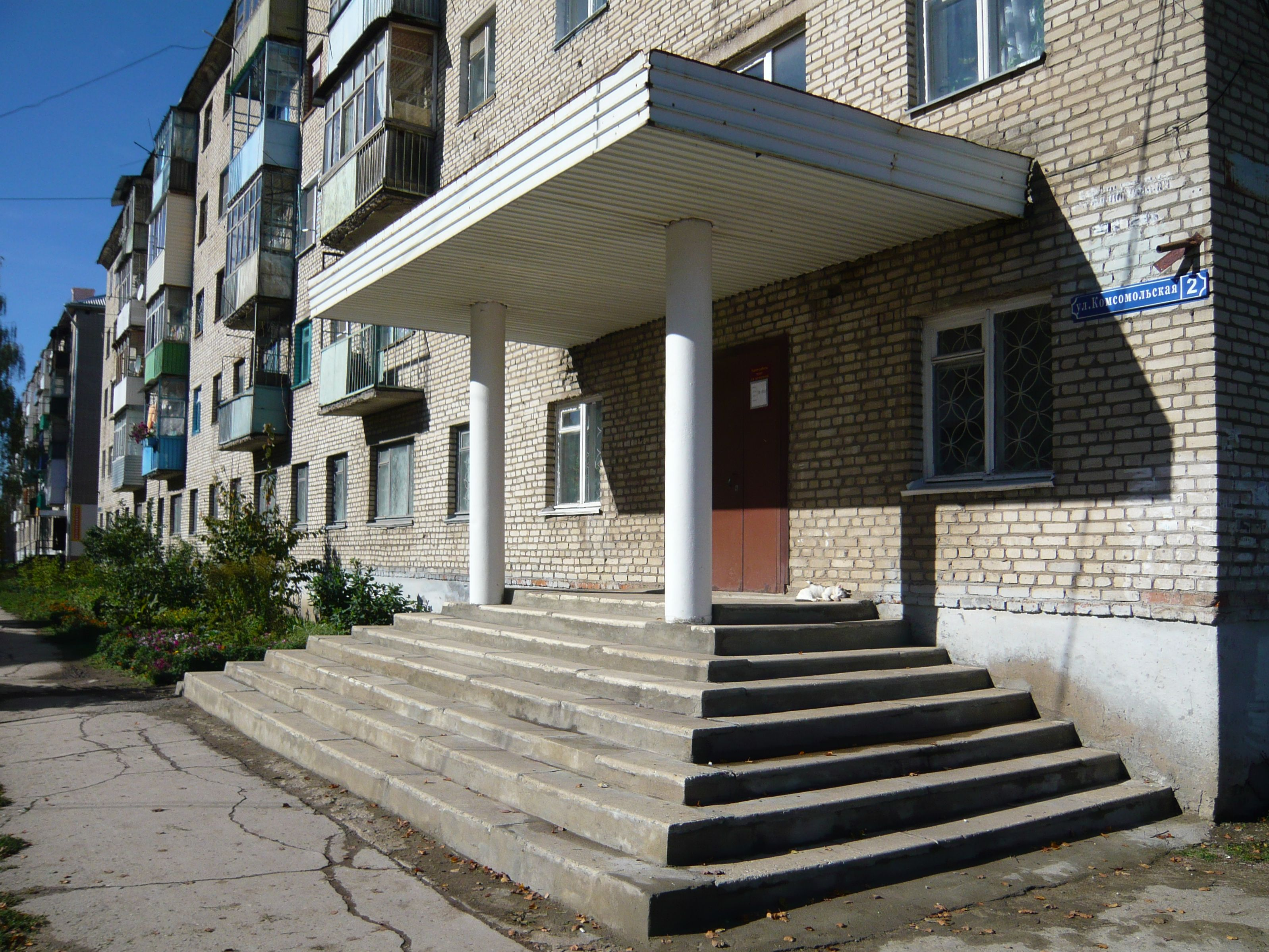
Художественно-краеведческий музей

Культурно-досуговую деятельность в Ясногорске осуществляют:
- Ясногорский районный художественно-краеведческий музей (открыт в 1971 году);
- Музей истории Ясногорского машиностроительного завода — открыт в 1970 году. С 1995 года музей не работал. С 2006 года посещение осуществляется по согласованию с администрацией краеведческого музея[109];
- Районный центр культуры и досуга — создан в 1997 году на базе Дворца культуры машиностроителей;
- Детская школа искусств им. М. П. Мусоргского (открыта в 1952 году);
- Районная библиотека им. В. В. Вересаева — открыта в 1919 году[110]. Централизованная библиотечная система включает 21 сельский филиал, две городских, детскую и районную библиотеки. Кроме того, жителей Ясногорского района обслуживают две учебные библиотеки, одна техническая и восемь школьных;
- Центр традиционной народной культуры «Родина» (открыт в 1998 году).

Начиная с 1969 года, установлено порядка 10-ти памятников, отражающих различные этапы становления и развития города и СССР. Большинство из них — это монументальные произведения советской эпохи, увековечивающие память о Великой Отечественной войне.

### Спорт
Спортивные учреждения города:
- Физкультурно-оздоровительный комплекс «Ясногорец»
- Стадион
- Детско-юношеская спортивная школа
- Спортивные залы средних общеобразовательных школ

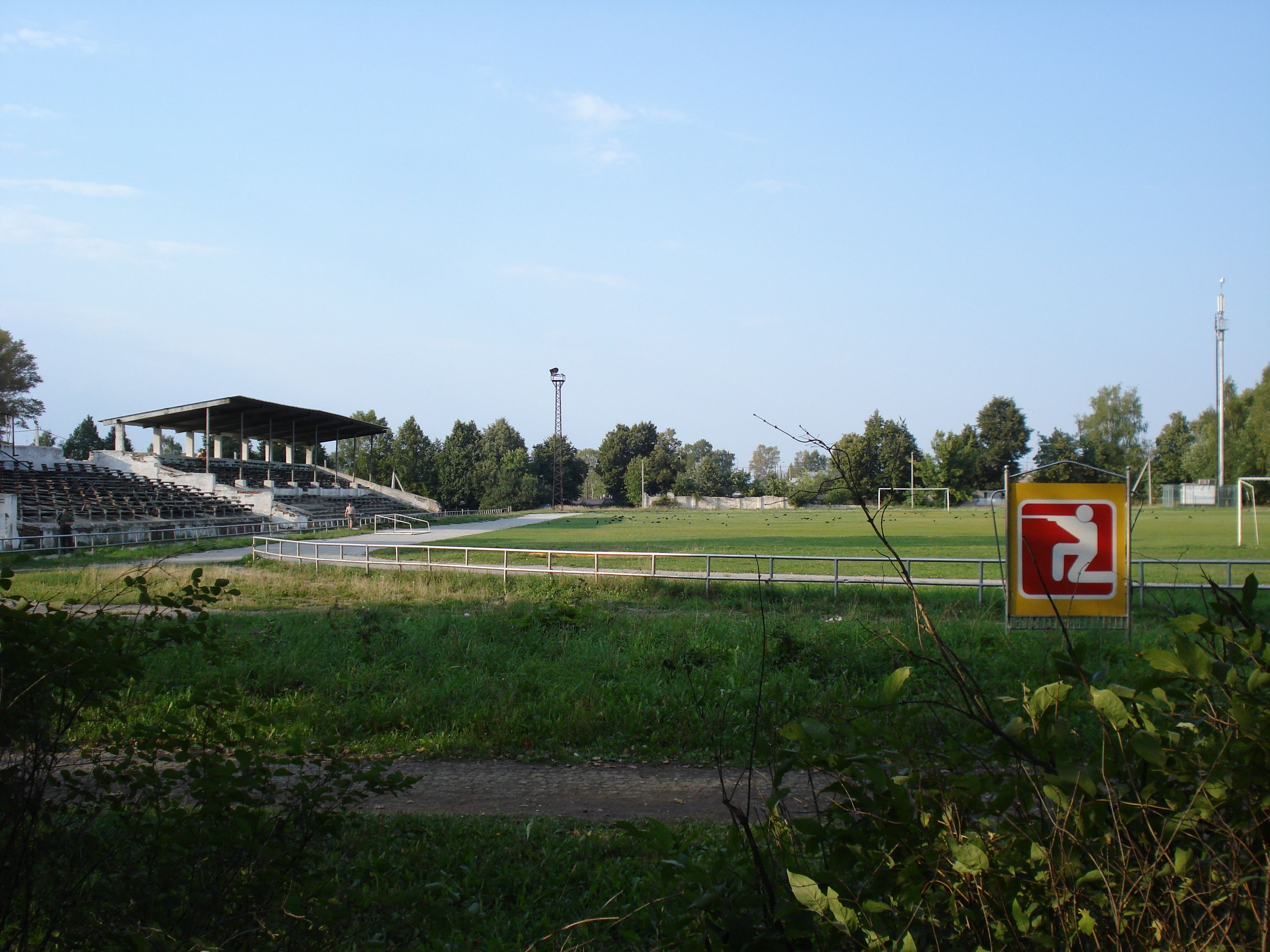
Стадион

На городском стадионе работают секции футбола, хоккея, настольного тенниса. Ежедневно он принимает учеников городских школ для проведения уроков физкультуры и учащихся учреждений дополнительного образования. Ежегодно здесь проводятся спортивные мероприятия, посвящённые Дню города и Дню физкультурника. В 2008 году состоялось открытие детской спортивной площадки, построенной по программе «Газпром — детям».
В детско-юношеской спортивной школе работают четыре отделения: лыжные гонки, баскетбол, лёгкая атлетика и велоспорт. Учащиеся принимают участие в областных соревнованиях, а также в соревнованиях Центрального федерального округа РФ, Первенства России. Подготовлен один кандидат в мастера спорта, семь человек получили 1-й спортивный разряд, более 200 — массовые разряды.
В последние время секции по баскетболу, дзюдо, самбо, футболу переходят в недавно построенный ФОК «Ясногорец», в котором проходят турниры и обычные занятия
Совместно с военным комиссариатом проводятся районные соревнования по летнему и зимнему полиатлону среди допризывной и призывной молодёжи, пятидневные военные сборы для старшеклассников.
Больших успехов достигают Ясногорцы в баскетбольных, футбольных, лыжных и юнармейский на областных и федеральных соревнованиях.

### Религия
Бо́льшая часть жителей исповедует православие. Православные храмы города и района относятся к  Ясногорскомублагочинию Белёвской епархии Русской Православной Церкви. Благочинный, по состоянию на 2025 год, иерей Димитрий Ерохин.
В Ясногорске не сохранилось ни одного исконного культового здания. В 1994 году местные власти отдали под церковь барак, в котором размещался районный суд. Ветхая постройка стала храмом Покрова Пресвятой Богородицы, в котором регулярно проходят богослужения.
В декабре 2010 году законченно строительство храма на улице Л. Толстого. На территории располагается воскресная школа и столовая для нуждающихся.

### Средства массовой информации
Городские печатные издания:
- «Ясногорье» (до февраля 1992 года — «Ленинский путь»[115]) — общественно-политическая газета[116]. Издаётся с 10 января 1931 года. Выходит еженедельно, по четвергам. Тираж 2200 экз.
- «Ясногорские вести» — газета ЗАО «Ясногорский машиностроительный завод»[117]. Издавалась с 10 февраля 2006 года до середины 2009 года. Выходила еженедельно, по пятницам. Тираж составлял 1600 экз.

По сети проводного вещания транслируется радиопрограмма «На земле Ясногорской». Действует несколько городских сайтов.

## Разное

### Ясногорск в топонимах
Улица Ясногорская есть в городах:  Москва, Новосибирск, Воронеж, Сочи,  Киев, Донецк, Запорожье.

### Ясногорск в кинематографе
2004 год около Дворца Культуры и Досуга проводились короткометражные съёмки фильма «Парни из стали» с Дедюшко, Александром Викторовичем.
14 марта 2008 года на железнодорожном вокзале и в отделении милиции проходили съёмки фильма «Чудо» Александра Прошкина с участием Константина Хабенского, Сергея Маковецкого, Марии Буровой.

### Упоминание в литературе
Город упоминается в романе Владимира Орлова «Аптекарь» из цикла «Останкинские истории»,
Усовершенствователей разных лет раздражали огорчительные для них названия. К тому же,  видно,  им  казалось,  что  как только благородное слово заколотит слово сомнительное,  сейчас же изменится суть населения и его жизни.  По той причине,  наверное,  в  Тульской области  посёлок Лаптево произвели в  город Ясногорск.
а также в рассказе Виктора Драгунского «Поют колеса тра-та-та» из цикла «Денискины рассказы».
Этим летом папе нужно было съездить по делу в город Ясногорск, и в день отъезда он сказал:

— Возьму-ка я Дениску с собой!
О неком городе Ясногорске неоднократно говорится в романе Константина Бадигина «На затонувшей корабле».
— Мне позвонила Ирена, ты её знаешь, моя знакомая из Курортного управления, и предложила путёвки. Можно выбирать: Чёрное море или Балтика. <...> Есть путёвки даже в Мисхор, на Южный берег Крыма. Санаторий полярников. Изумительное место! У самого-самого моря. — Мильда не могла скрыть волнения. — И в Ясногорск...
— Ясногорск! — вскричал Медонис.
— Да. Почему Ясногорск? Ничего особенного, ничем не отличается от наших мест.

— Бери отпуск с первого, — распорядился Антон Адамович, — поедем вместе в Ясногорск. Путёвок не надо.
Однако, несмотря на сходство топонимов, действие произведения происходит в вымышленном населённом пункте.

## Почётные граждане
Звание «Почётный гражданин города Ясногорска» является высшим знаком признательности жителей города по отношению к лицам, имеющим особо выдающиеся заслуги перед городом. Присваивается за большой вклад в защиту Отечества, в развитие экономики и производства, в общественную безопасность и правопорядок, за высокие достижения в культуре, искусстве, воспитании и образовании, здравоохранении, охране окружающей среды, за иные заслуги перед городом Ясногорском. Звание присваивается с 1981 года, при жизни лица или посмертно. Подтверждается вручением удостоверения.
По состоянию на 2013 год, звания «Почётный гражданин города Ясногорска» удостоены 20 человек:
- Михаил Дмитриевич Борисов (1900—1987) — командир 31-й кавалерийской дивизии, преобразованной в 7-ю гвардейскую кавалерийскую дивизию, генерал-майор
- Александр Михайлович Бородянский — гвардии подполковник
- Виктор Петрович Бритиков (1927—2008) — инженер, руководитель производства, администратор, лауреат премии С. И. Мосина (1977)
- Андрей Лаврентьевич Гетман (1903—1987) — заместитель командующего 1-й гвардейской Краснознамённой армии, генерал армии
- Александр Степанович Ерохин (1921—2016) — участник Великой Отечественной войны, полковник в отставке, общественный деятель.
- Наталья Константиновна Казакова (род. 1934) — врач-терапевт, врач-кардиолог
- Ольга Дмитриевна Карева (род. 1942) — врач-отоларинголог
- Иван Яковлевич Кривега — гвардии лейтенант
- Дмитрий Сергеевич Максимов (1910—2001) — участник Великой Отечественной войны, педагог, кандидат сельскохозяйственных наук, общественный деятель
- Иван Александрович Марусенков — командир 3-й роты 131-го отдельного танкового батальона, полковник
- Алексей Маркович Осадчий — командир 1142-го стрелкового полка, заместитель начальника оперативного управления 50-й армии, полковник
- Евгений Евгеньевич Ремизов — гвардии старшина
- Александр Григорьевич Рось (1917—2009) — участник Великой Отечественной войны, офицер, педагог
- Александр Филимонович Стародомский — хозяйственный руководитель, директор Ясногорского машиностроительного завода в 1949—1953 гг. и 1957—1960 гг.
- Павел Адамович Табакиров (род. 1925) — участник Великой Отечественной войны
- Владимир Иванович Тимофеев — командир санитарной роты 510-го стрелкового полка 154-й стрелковой дивизии, полковник
- Павел Александрович Тулупов (1928—2016) — поэт
- Георгий Алексеевич Царьков (род. 1923) — участник Великой Отечественной войны, капитан
- Иван Георгиевич Чуканов (1907—2004) — участник Великой Отечественной войны, партийный работник. Принимал участие в обороне Тулы
- Алексей Петрович Щепкин — гвардии старшина

## Известные люди

### В Ясногорске родились
- Алексей Вениаминович Гирш — главный директор концертной оперы Сиэтла[125].
- Константин Николаевич Шистовский (1899—1980) — учёный, один из основателей и первый директор Московского планетария, Герой Труда[126][127].

### В разное время проживали
- Модест Петрович Мусоргский (1839—1881) — русский композитор. Летом 1868 года жил в деревне Шилово[128] и работал над первым актом оперы «Женитьба»[129].
- Викентий Викентьевич Вересаев (1867—1945) — русский советский писатель. С 1882 по 1885 год жил в деревне Владычино[130][131].
- Дмитрий Петрович Щербин (1920—1987) — Герой Советского Союза (звание с вручением ордена Ленина и медали «Золотая Звезда» присвоено 24 марта 1945 года), командир танкового батальона, полковник[125][132]. Проживал в городе с 1958 по 1987 год, руководил районным военкоматом[133].